# Larix decidua
Il larice comune (Larix decidua Mill., 1768) è una conifera nativa delle montagne dell'Europa centrale, delle Alpi e dei Carpazi.
Possiede una caratteristica che lo distingue totalmente dalle altre conifere europee, infatti il larice comune, o alpino, perde totalmente le foglie in inverno. Questa caratteristica gli permette, senza dubbio, di avere una maggiore resistenza nei confronti del freddo e di poter essere riconosciuto a prima vista in un bosco montano invernale. In primavera la pianta mette su foglie verdi, aghiformi e resistenti, mentre in autunno tutto il fogliame diviene di colore giallo e cade al suolo.
In Italia è molto comune in tutte le Alpi, dove si spinge anche a quote molto elevate (oltre i 2.500 metri). Dove il bosco lascia il posto alle praterie alpine si incontrano vecchi individui isolati, deformati dal vento e dalla neve. Il larice è una aghifoglia e caducifoglia, è molto longevo e può vivere migliaia di anni.

## Etimologia
- Larice dal latino Larix, decidua da decidu-us, -a, -um = che cade (dal verbo dècid-o, -is, i, ere [de + cado] = cadere da, o, semplicemente, cadere). Il nome ha conservato l'origine latina.

Il Larice è una conifera a foglie caduche di prima grandezza (fino a 40 m di altezza), di rapido accrescimento e molto longevo.

## Storia

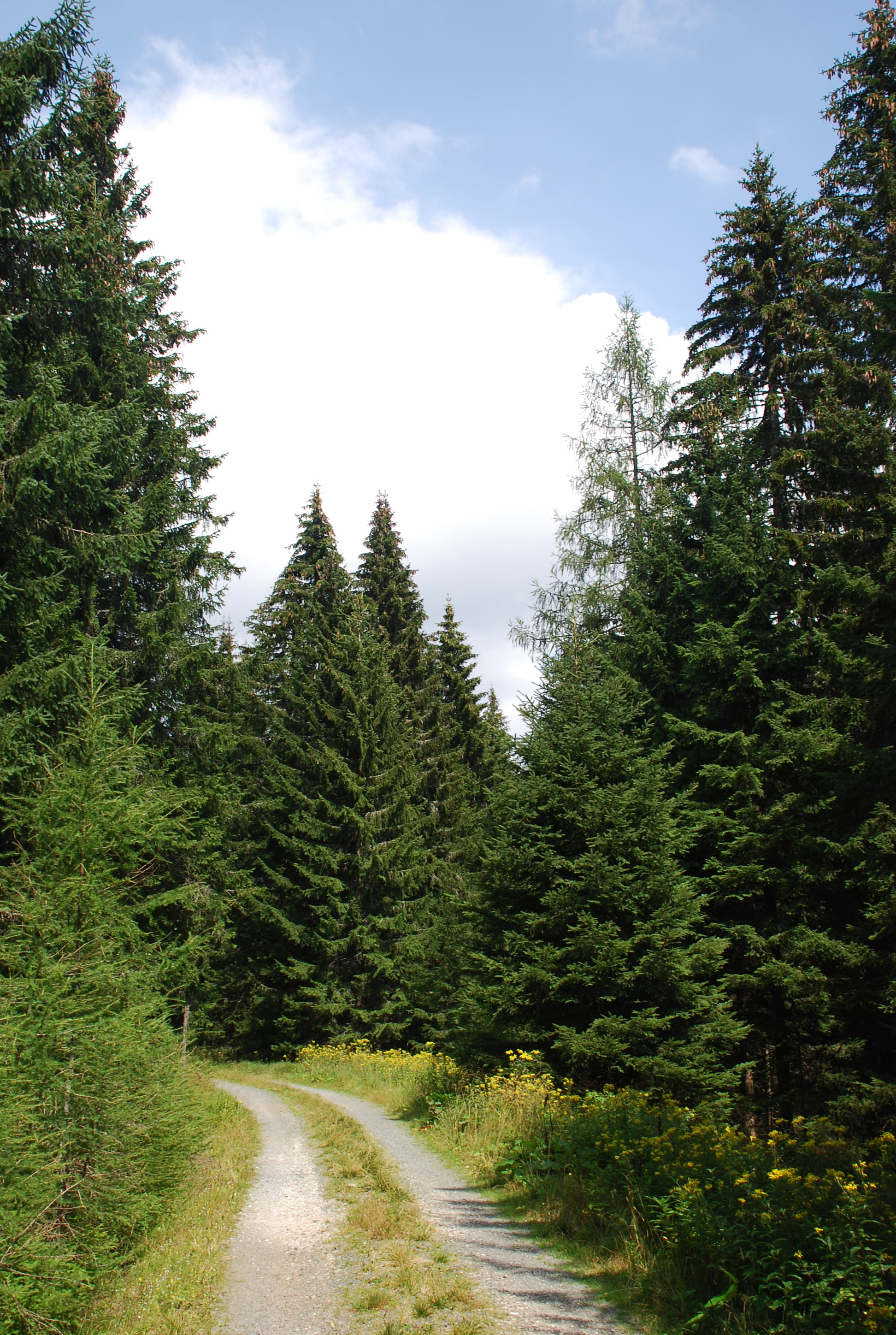
Lariceto misto a pecceta in Austria

Il larice comune ha, presumibilmente, origini da un ceppo di pseudo-Larix provenienti dalle zone dell'Europa del nord e della Siberia venuto in Europa centrale e meridionale al tempo dell'ultima glaciazione. Una volta cominciato il ritiro dei ghiacci popolazioni di questa conifera sono rimaste isolate nelle montagne europee delle Alpi e, in minor parte, dei Carpazi. Rimasti soli in questa isola ecologica le popolazioni si sono evolute in modo autonomo diventando specie a sé stante. Il legno di larice comune è conosciuto fin dall'antichità per la sua durata e robustezza. Per la facile lavorazione, il suo bel colore rosso intenso, è apprezzato nei lavori di falegnameria, specie per gli esterni. Immerso in acqua, diviene resistentissimo. Come altre conifere, dalla resina si estrae la trementina (trementina di Venezia). La corteccia è impiegata per l'estrazione del tannino.
Da sempre le popolazioni alpine hanno sfruttato il suo legno, è molto noto in Valle d'Aosta, in Trentino, in Alto Adige e nel bellunese il fatto di utilizzare come materiale da costruzione delle case il legno di questa conifera e addirittura intagliare un tipo di tegola di lunga durata per i tetti (in alcune vallate detta Schindola, Schindel o Scandola).

Il legno di questa conifera, oltre ad essere materiale da costruzione, è da sempre usato come combustibile per stufe e camini. Le popolazioni locali lo sceglievano, inoltre, per le sue migliori caratteristiche ed il suo più elevato costo (grazie alla sua diffusione meno comune rispetto all'Abete rosso) per commercializzarlo.

## Morfologia
Il larice comune è una conifera a portamento eretto con accrescimento rapido in gioventù, raggiunge 25–45 m di altezza e fino a 1 m di diametro (in casi eccezionali fino a 55 m di altezza e 2 di diametro). Il portamento può comunque differenziarsi in base all'altitudine, essendo questa una specie caratterizzata da un certo polimorfismo: la chioma, infatti, può assumere una forma più espansa alle quote alpine più basse, mentre tende a divenire più stretta a quote maggiori (per contenere i danni provocati dalla neve). 
Ha Fusto monopodiale, massiccio nelle piante vecchie. La base può presentare un andamento ricurvo, dovuto alla spinta della neve che spinge verso valle.
I rami di primo ordine sono grossi e lunghi, ricurvi verso il basso e ascendenti all'estremità, quelli di secondo ordine sono invece lunghi, sottili e penduli. Nelle giovani piante la chioma è piramidale, la corteccia è liscia e grigia ed i rametti sono sottili, affusolati e flessibili, di color rosa-marrone o giallastri. Negli adulti la chioma è allargata. La corteccia di questo larice è profondamente fessurata e si rompe in larghe scaglie che lasciano vedere il colore rossastro della corteccia (che ha spessore di 10 cm) più interna, con l'età diviene bruno-grigiastra e si divide in placche rotondeggianti o quasi rettangolari (di circa 1–2 cm).
I germogli sono ovali, di dimensione 3x2 cm e non resinosi. Hanno una stretta forma schiacciata e sono smussati o leggermente a punta. Sono molto flessibili e morbidi. Nei rami grossi sono disposti a spirale e sono appuntiti. Gli aghi sono disposti a spirale singolarmente lungo i macroblasti, mentre sono in ciuffetti composti da 20 a 40 aghi sui brachiblasti. Sono solitamente annuali, anche se si sono registrati casi eccezionali di aghi che avrebbero svernato per ben quattro anni. Hanno lunghezza compresa tra 10 e 30 mm di lunghezza e meno di 1 mm di spessore. Negli aghi di larice comune, gli stomi non sono infossati e sono protetti da uno strato di cera, come in altre conifere. Per evitare danni invernali il larice comune perde le foglie in autunno, come gli alberi decidui. Le foglie cadute danno al ramo nudo un aspetto ruvido. Grazie alla caratteristica di perdere gli aghi il larice comune è una delle poche conifere capace di sopportare eventi di disturbo anche pesanti, come siccità estreme, inverni anticipati, stress idrici, e riprendere a vegetare non appena il disturbo scompare (chiaramente, il tempo di persistenza del disturbo non deve durare troppo a lungo). Resiste anche a interventi di potatura errati o danni da neve e vento, grazie ad un'altra caratteristica che poche altre conifere hanno, ossia quella di avere delle gemme dormienti al di sotto della corteccia, così da poter ricacciare rami dal fusto (ma mai polloni). Questa capacità è particolarmente presente negli esemplari che crescono in zone difficili.
Il loro valore estetico è associato sia a piantagioni ornamentali sia per la produzione del legname. Ciò che più colpisce nella visione del larice comune è la diversa e spettacolare gamma di colori stagionale: all'inizio della primavera, infatti, spuntano svariati ciuffi dal colore verde smeraldo che, più tardi, in estate si trasformerà in verde più scuro. I rametti giovani hanno un tipico color ocra.

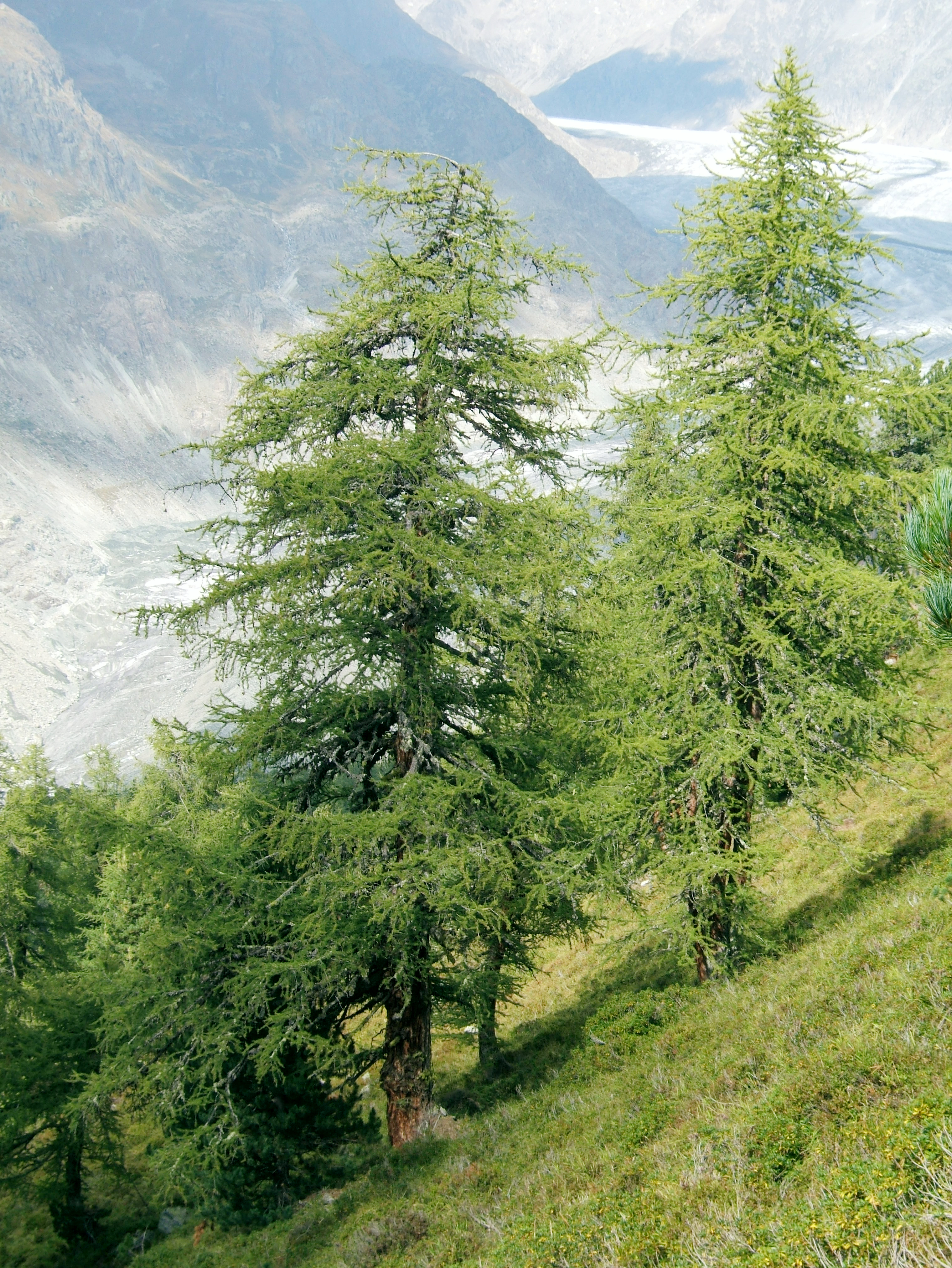
Esemplari adulti ad Aletschwald, Svizzera

Il larice comune è giovane fino ai 15-20 anni, e comincia a fruttificare solo raggiunti i 30-40 anni.
In ambienti difficili possono volerci anche 70 anni prima di avere la prima fruttificazione.
Il larice è una pianta diclino-monoica, cioè sono presenti sullo stesso individuo fiori maschili e fiori femminili ma non fiori ermafroditi.
La chioma è rada e leggera, conica quando è giovane, piramidale con l'invecchiare della pianta; i rami principali sono sciabolati con le estremità spesso pendule. La corteccia è grigio bruna e sottile nelle piante giovani; diviene molto spessa nelle piante vecchie e con grosse placche, esternamente di color grigio cenere, separate da fessure longitudinali bruno rossastre. Le foglie sono aghiformi e sottili, lunghe 2–4 cm, molli e non pungenti, distribuite a spirale tutt'attorno al ramo sui macroblasti. Sono riunite invece a fascetti di 20-30 su rametti corti (brachiblasti) e singole sui rami lunghi; d'autunno assumono una colorazione gialla prima della caduta dai rami, cosa che distingue il larice comune dalle altre conifere. Il Larice è infatti l'unica conifera decidua spontanea in Italia, mentre in Europa esiste anche un altro larice, in Russia, il Larice siberiano.
Il legno del larice, ottimo e ricercato, presenta molti canali resiniferi ed è discolore: l'alburno è chiaro giallastro mentre il durame è rosso intenso. La resina, detta trementina di Venezia, viene usata nell'industria delle vernici. La corteccia è impiegata per l'estrazione del tannino e per lavori di intaglio.
Il sistema radicale tipico del larice è il sistema "root cuore". Questa conifera ha radici molto forti che penetrano in profondità fino aree scheletriche del terreno (ghiaia e pietre). Se il terreno ha struttura profonda le radici arrivano sino a 2 m di profondità. Le lesioni al tronco e ai rami del larice comune vengono rapidamente coperte ed isolate dalla resina. Il larice può vivere anche su suoli su calcarei e contenenti quarzo e silicati. Le sue radici sono adatte ai terreni montani, acidi e sassosi. Il larice comune è presente sino ai margini del bosco, e negli alti pascoli alpini sono presenti esemplari, solitamente secolari, grossi e distorti.
In natura esistono due sottospecie di larice comune:
- Larix decidua subsp. decidua - Larice comune Europeo o Larice Alpino. Presente nella maggior parte dell'areale. Strobili 2.5–6 cm; germogli gialli.
- Larix decidua subsp. polonica - Larice comune Polacco. Forma endemica di una ristretta area del massiccio dei Beschidi, nel Sud della Polonia. Strobili 2–3 cm; germogli molto chiari, di color giallo-bianco.

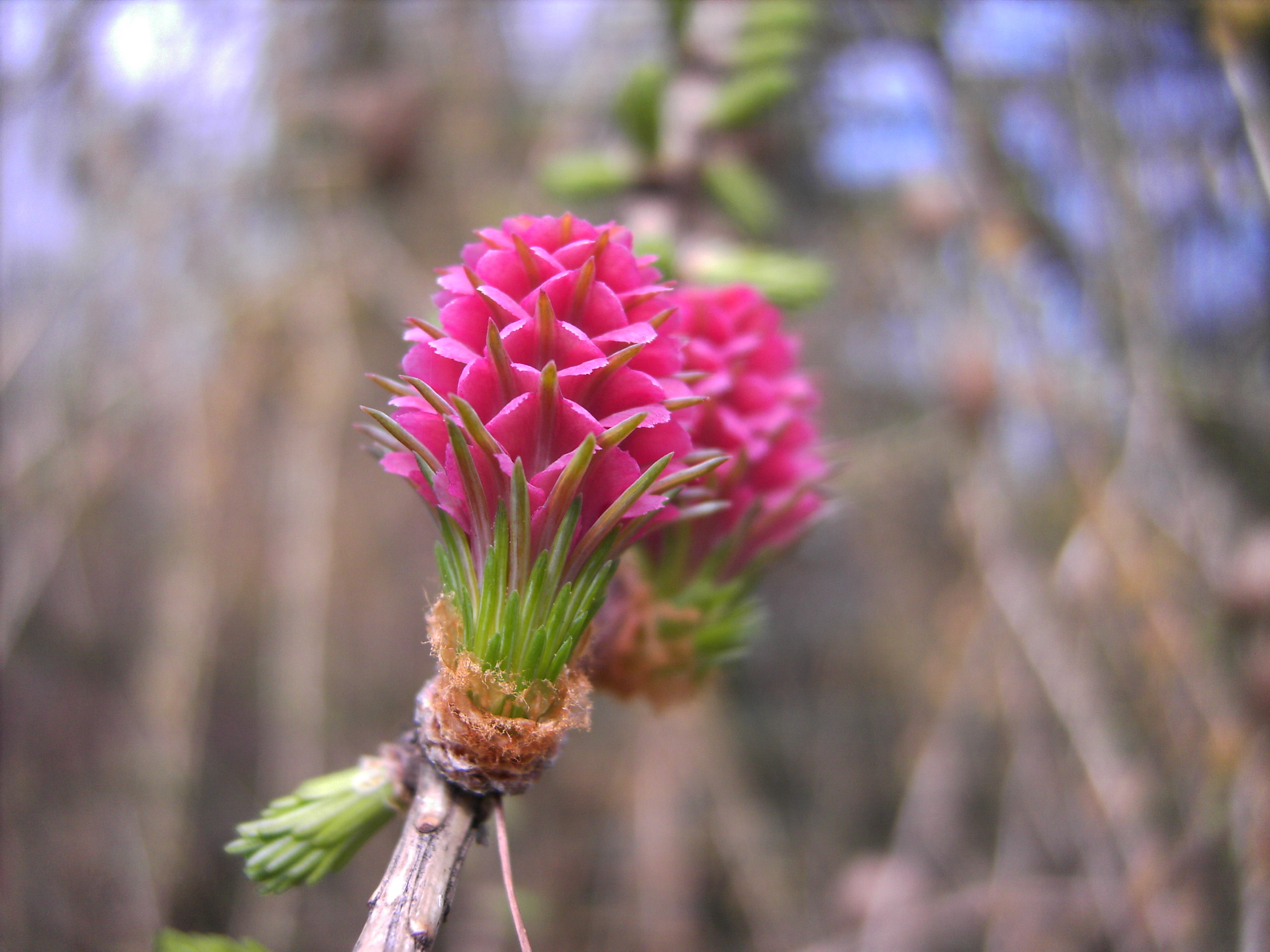
Fiore femminile di larice comune
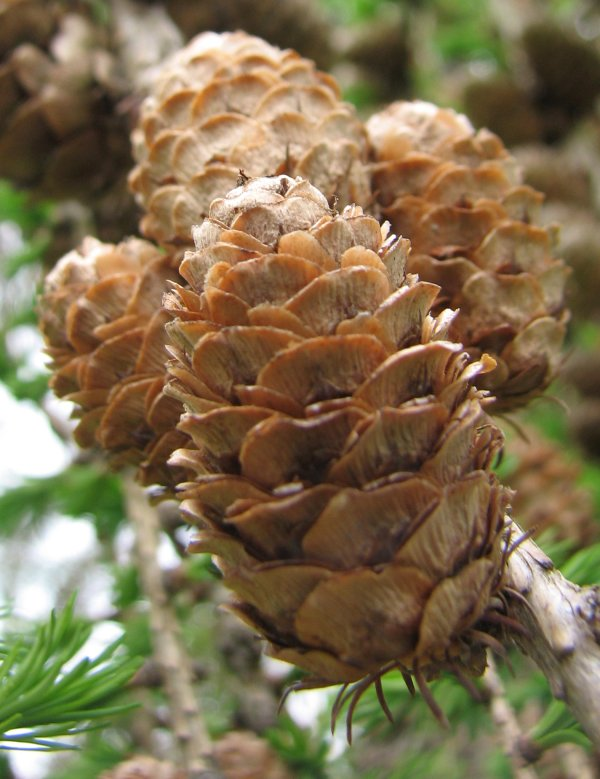
Pigne (macrosporofilli maturi)
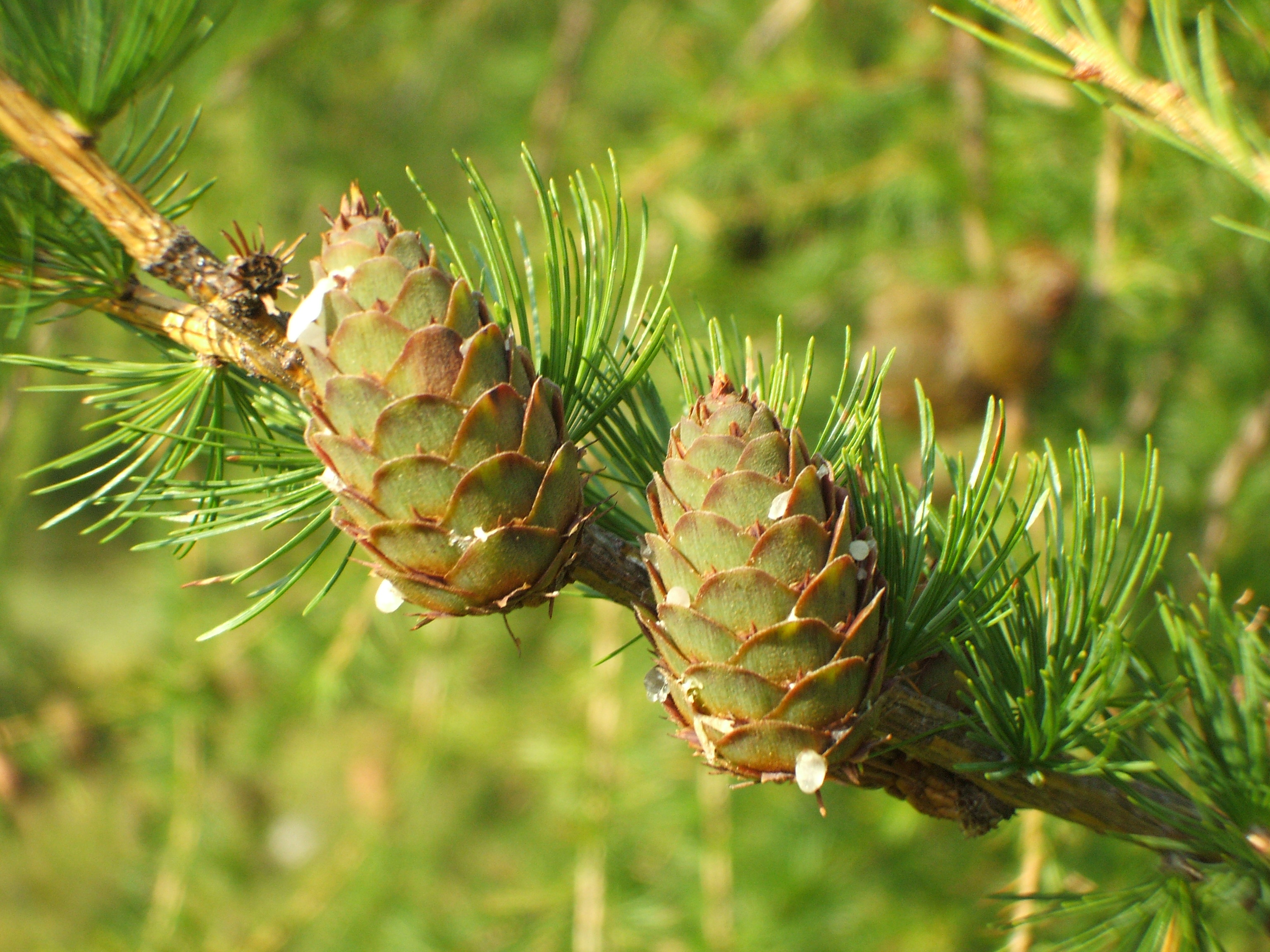
Pigne (macrosporofilli in maturazione)
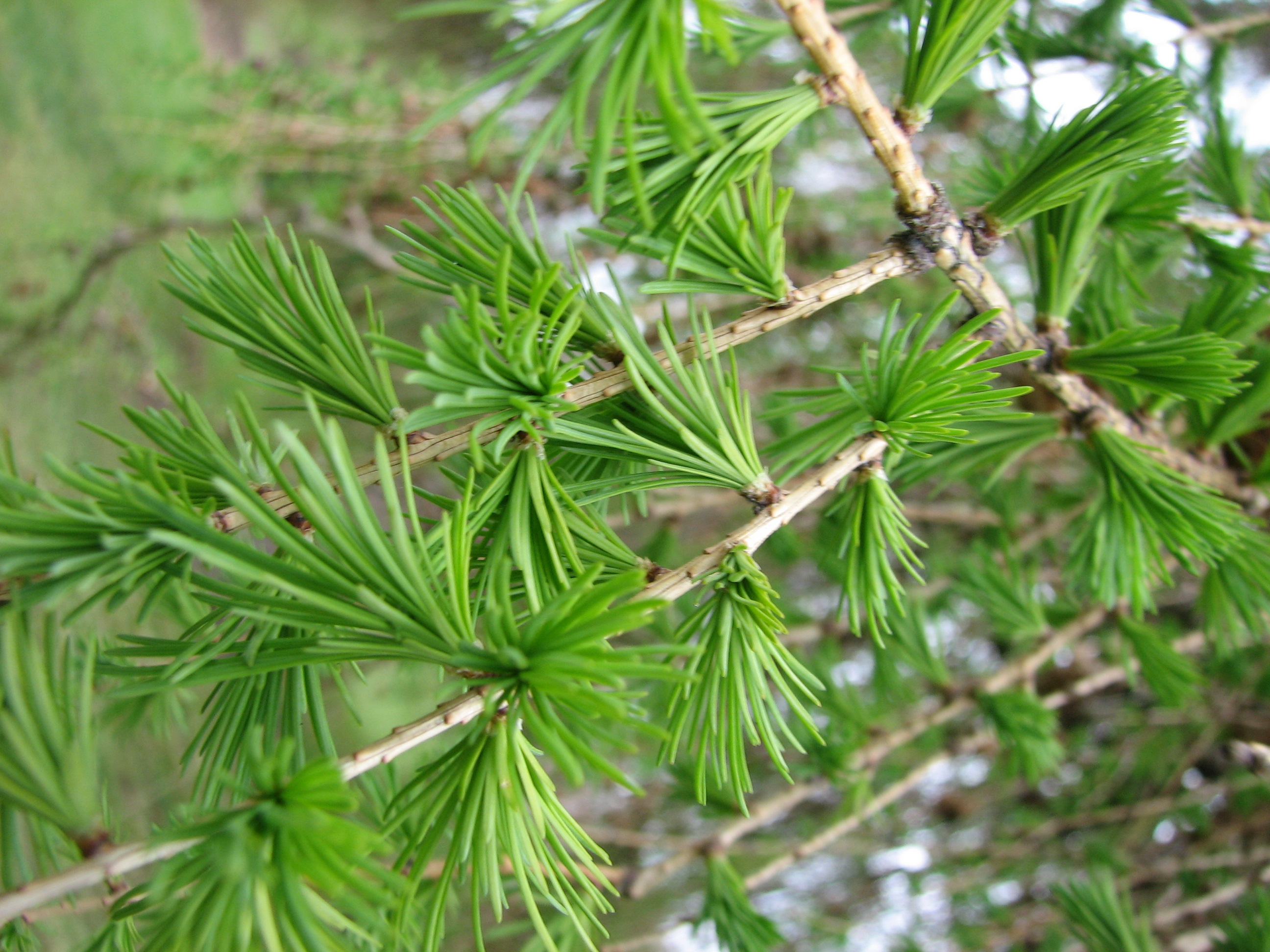
aghi su brachiblasti
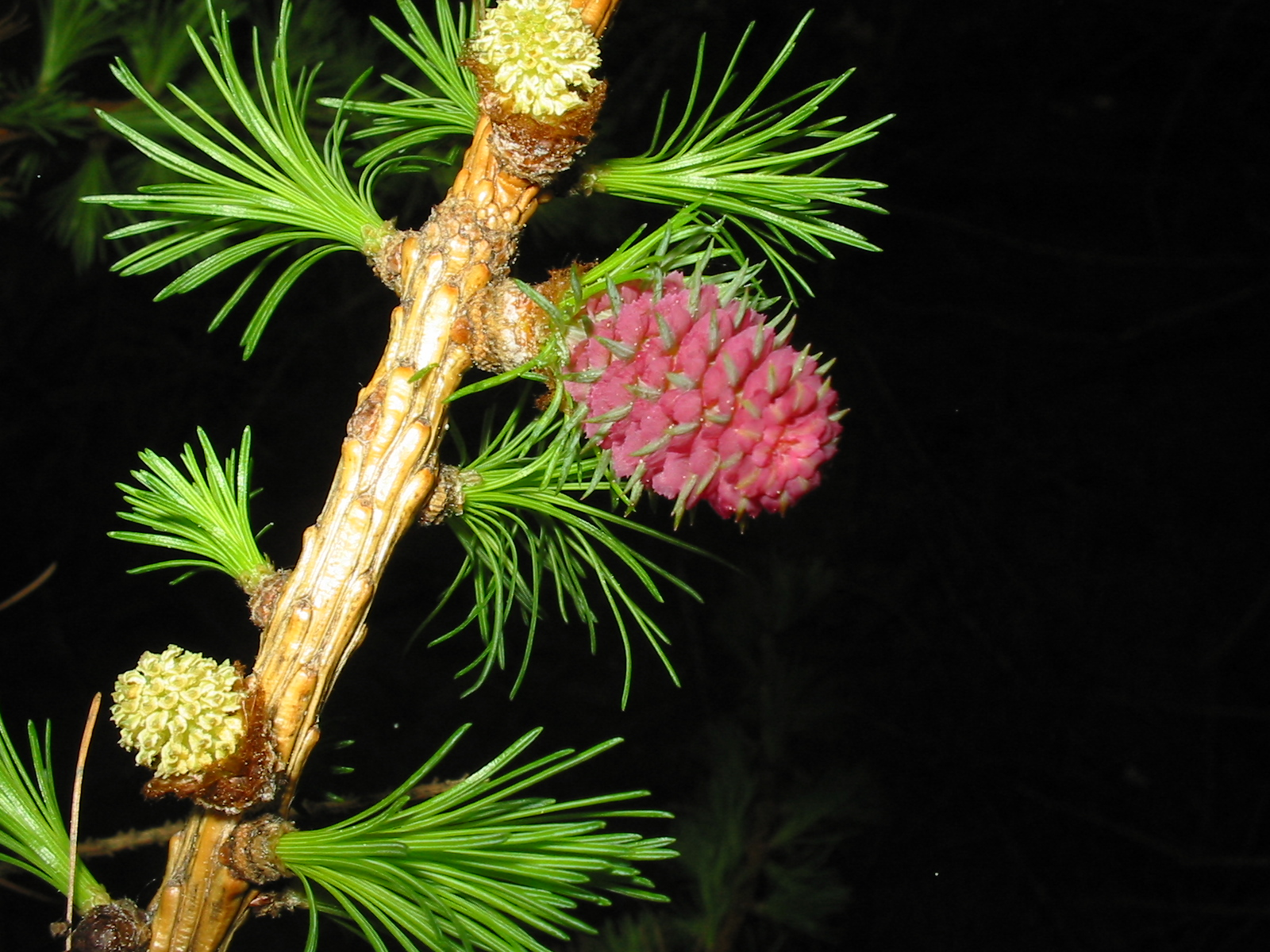
Giovani coni femminili (viola) e maschili (gialli) su un ramo
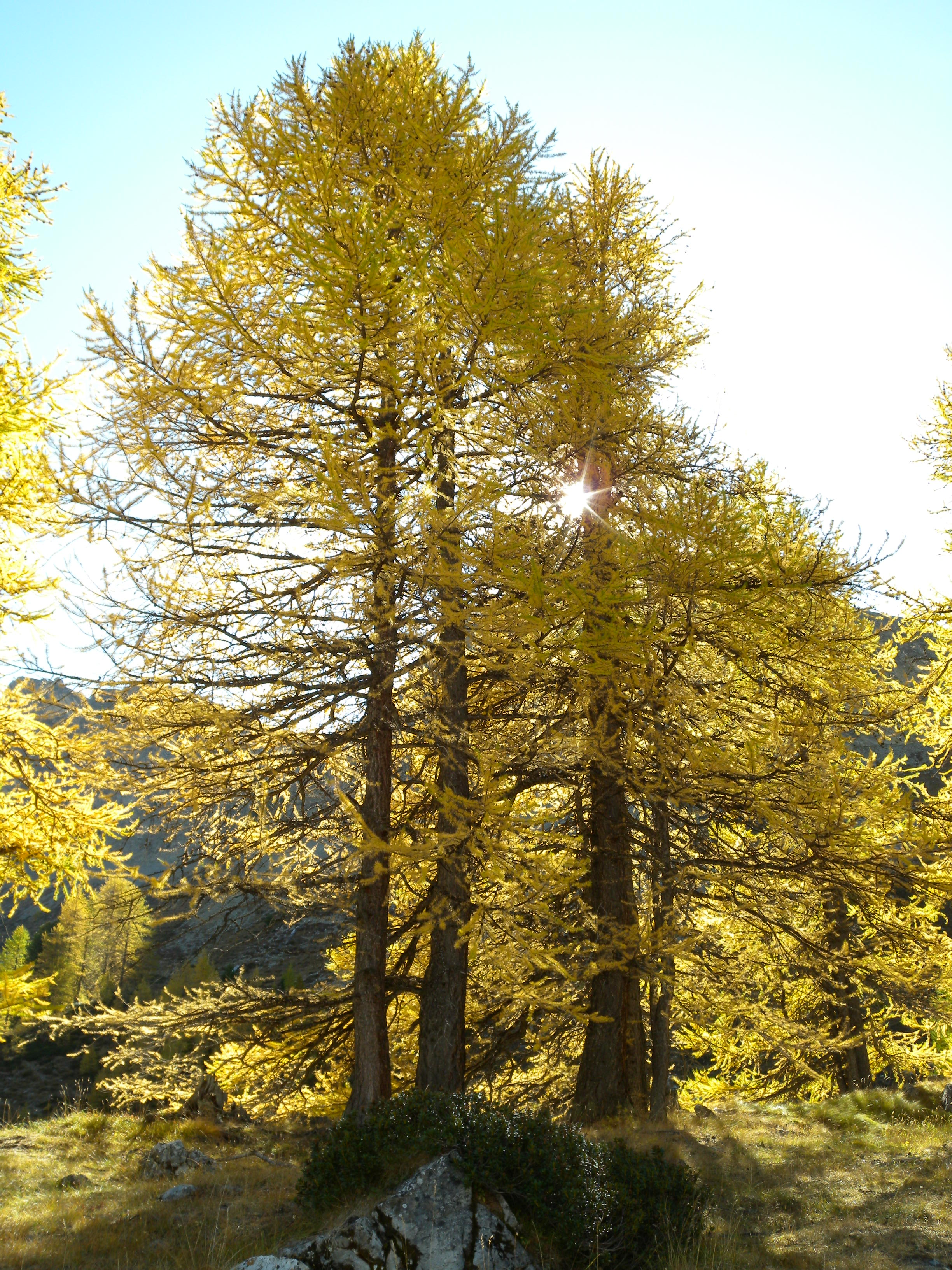
Esemplari adulti
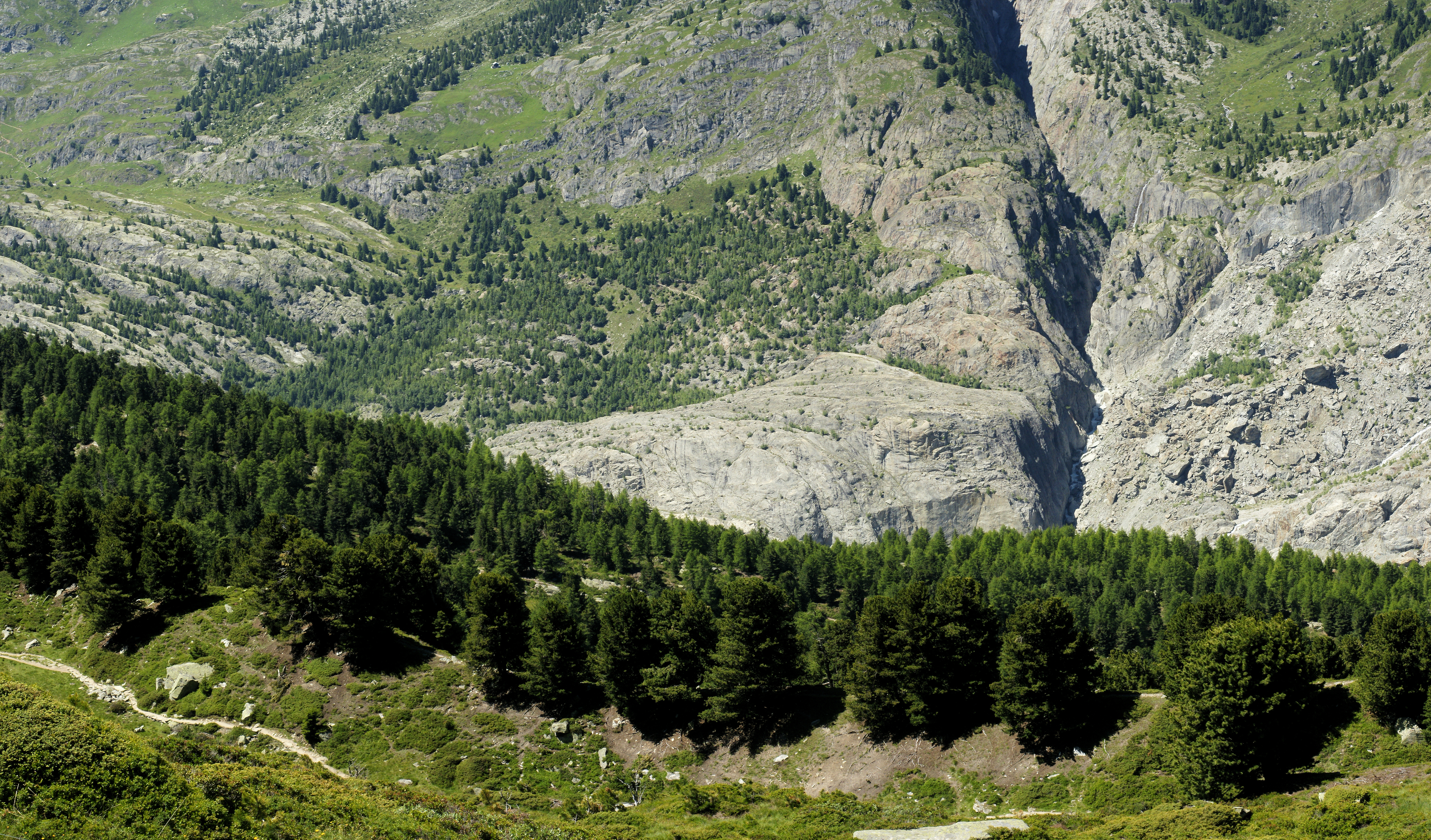
Lariceta mista a Cembro
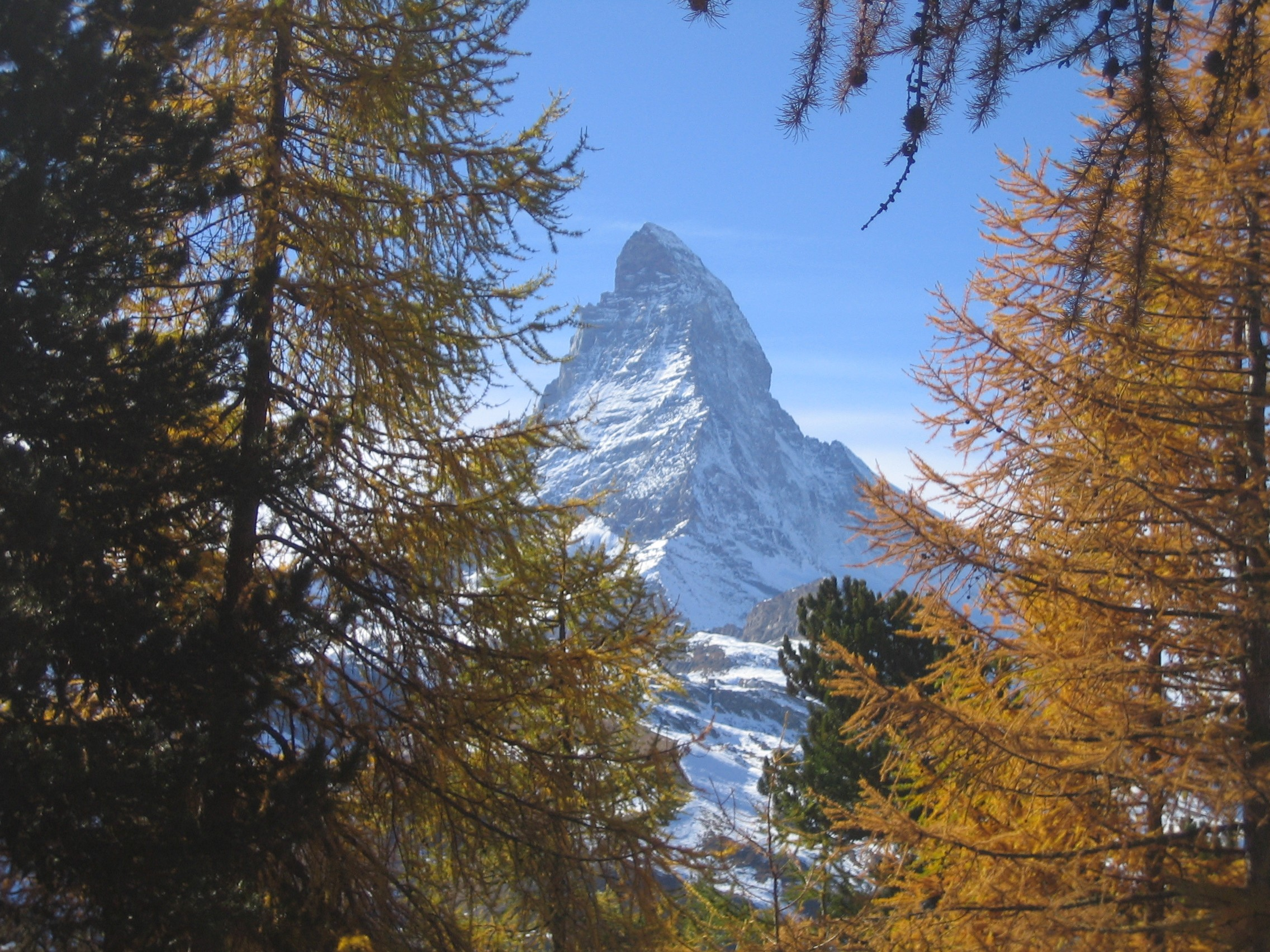
Larici davanti al Monte Cervino

## Strobili e coni

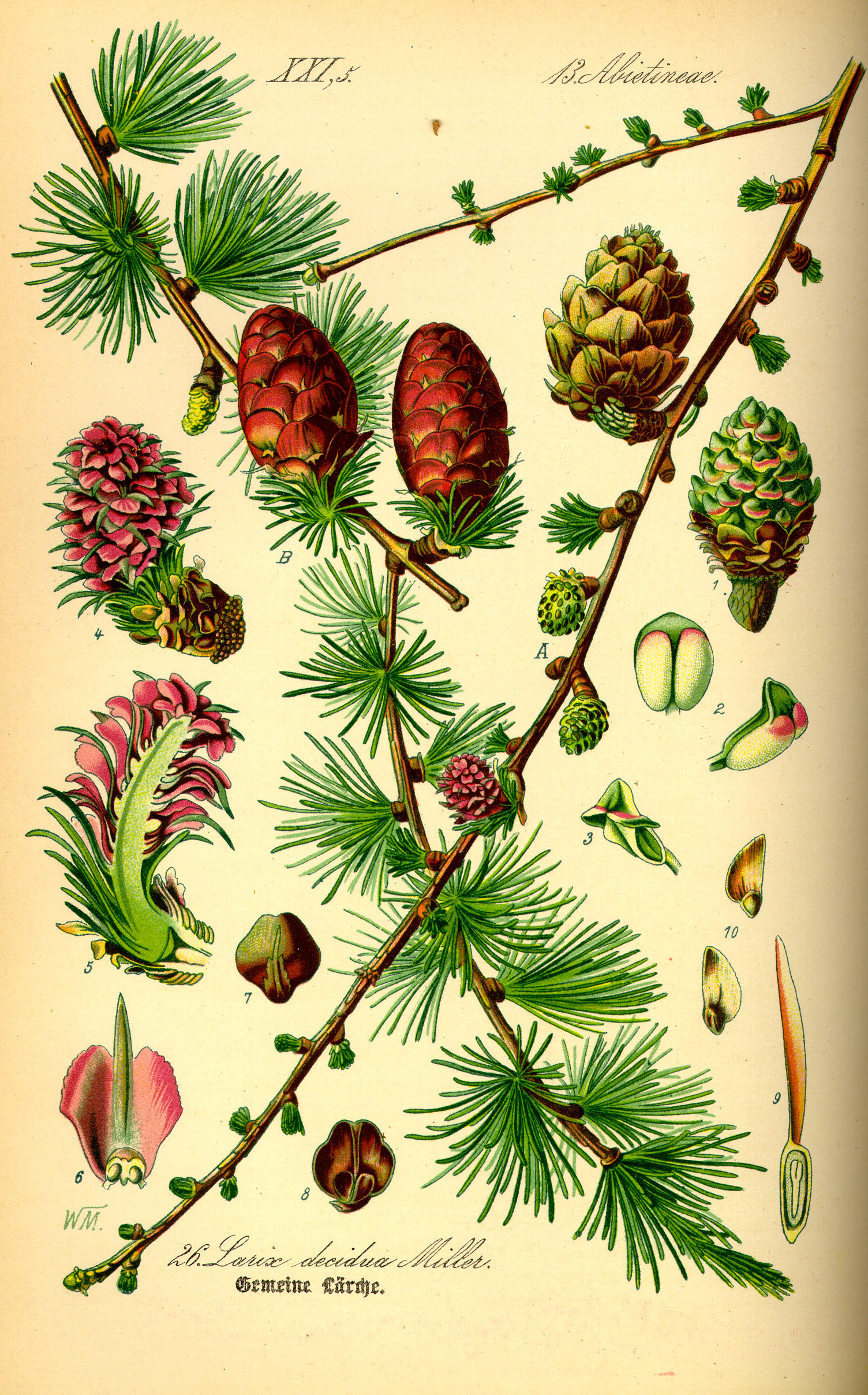
Morfologia di Larix decidua da: Prof. Dr. Otto Wilhelm Thomé Flora von Deutschland, Österreich und der Schweiz, 1885, Gera, Germany.

I "fiori" (termine improprio, perché non sono veri e propri fiori, mancando delle strutture che definiscono propriamente un fiore) sono unisessuali, i coni maschili (di 5–10 mm) sono di colore giallo zolfo, con il margine rossastro, sono numerosi sui lunghi rametti e pendono dai rami. Sono meno evidenti di quelli femminili che sono rosa-rosso scuro o porpora da immaturi mentre virano al verde chiaro con margini porpora a maturità; i coni vecchi sono grigi e persistenti (fino a 10 anni) e cadono con i rametti. Entrambi i fiori sono presenti sullo stesso individuo. La fioritura avviene ad aprile-maggio; i fiori sono molto caratteristici, soprattutto per il colore di quelli femminili che risaltano molto vivacemente nei boschi. Dopo l'impollinazione questi ultimi diventano bruni, si allungano fino a 4 cm.
Prima degli 80 anni i giovani larici producono semi sterili.
Il larice comune fiorisce ogni 5-10 anni.
I coni femminili sono relativamente grandi (da 15 a 40 mm), a forma di uovo, di posizione eretta con sottili scaglie lunghe e restano fissi sul albero.
I coni maschili sono diretti verso il basso. L'impollinazione avviene in una struttura simile ad una cicatrice sulla punta dell'ovulo (micropilo), nella quale entra il grano di polline. Una goccia di polline uscirà sempre, rendendo il larice comune una pianta a fecondazione in perdita. L'impollinazione con polline dello stesso individuo in aria è impedito grazie alla posizione dei coni maschili che, essendo rivolti verso il basso e disposti nella parte media-inferiore dell'albero, aprono le sacche di polline in posizione inversa a quelli femminili, che sono eretti e nella parte alta della pianta. L'inizio della fioritura avviene ad un'età compresa tra i 15 ed i 60 anni, a differenza che la pianta stia vegetando rigogliosamente o stentatamente.
I coni si formano nella punta dei germogli.

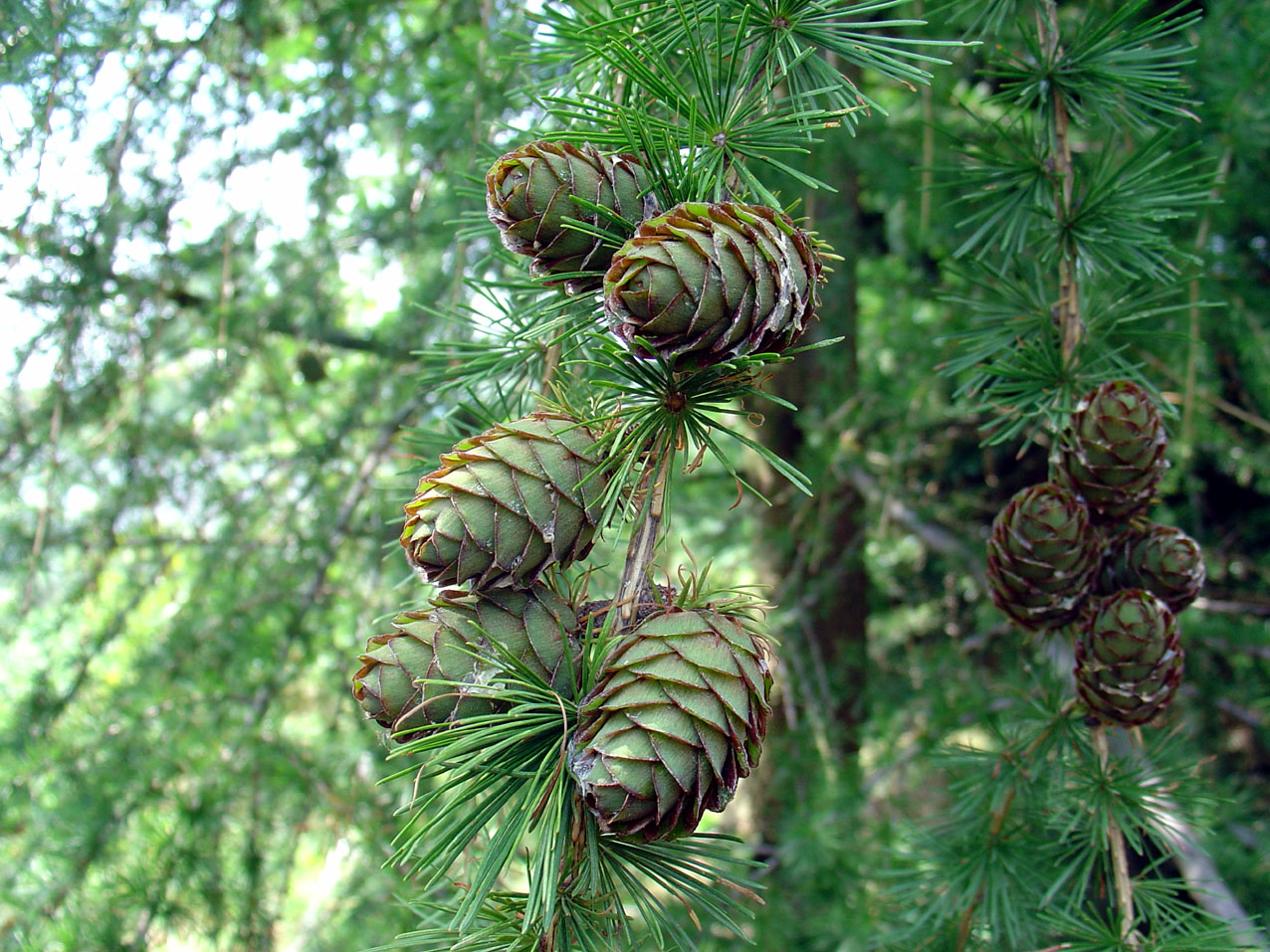
Coni verdi di larice comune

Gli strobili maschili gialli sono decidui dopo la pollinazione che avviene in primavera. I granuli pollinici sono privi di sacche aerifere.

I "frutti" (termine improprio, perché i frutti sono propri della piante con fiore) sono pigne (nome che indica coni a squame legnose, botanicamente strobili), prima verdi e poi, a maturazione, bruno-chiare, quelli femminili sono eretti, a forma conica-ovoidale, lunghi 2–6 cm, ampi da 1,5 a 2 cm, con 30-70 brattee che sporgono dalla base delle squame, sono di colore verde chiaro quando immaturi, poi bruno violacei, si trovano sul medesimo ramo dei maschili.

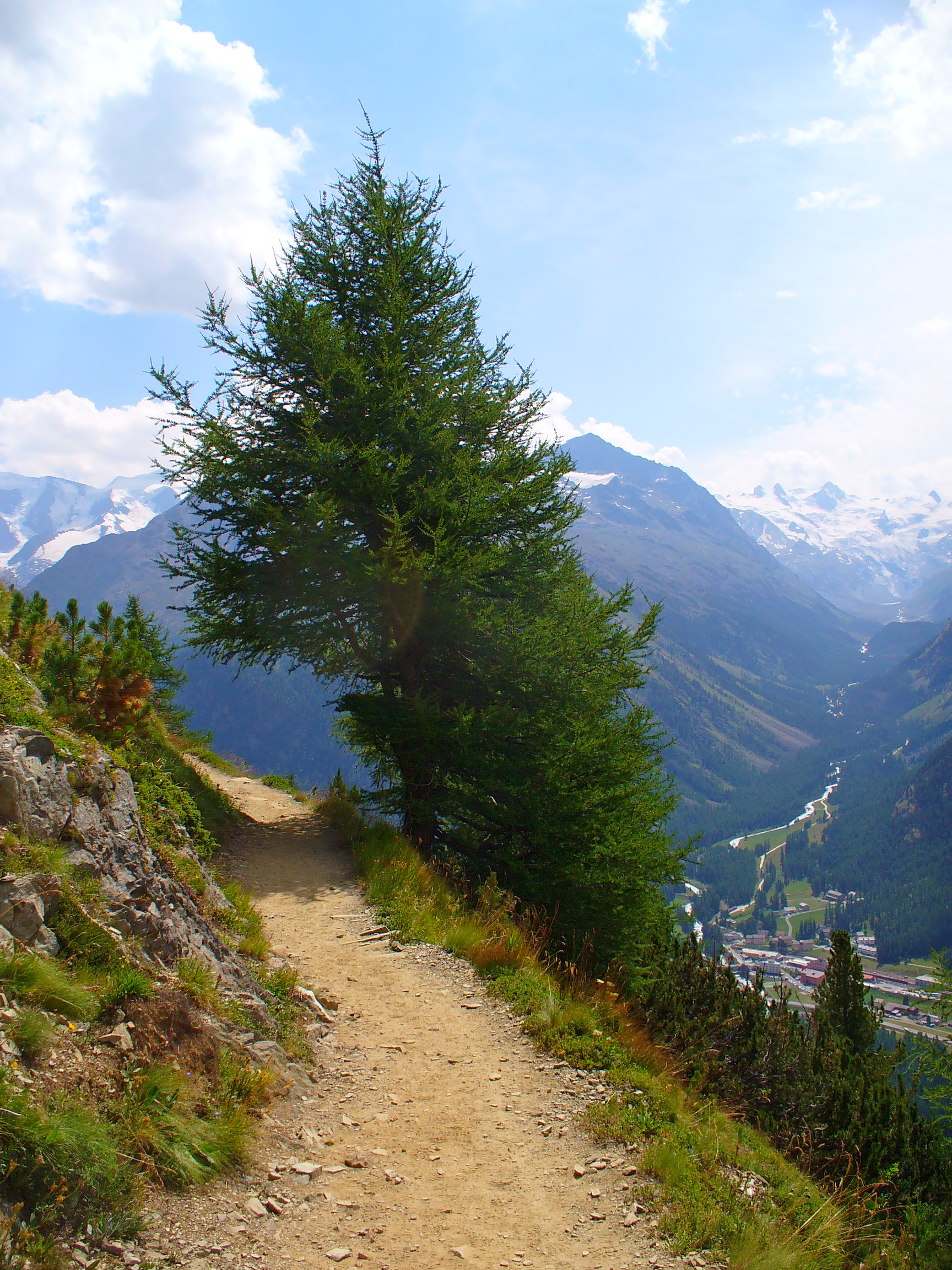
Esemplare isolato di larice comune in Svizzera

I coni di questa conifera presentano scaglie sottili e perfettamente lisce, rivolte verso l'interno, non sporgenti, contenenti i semi, solitamente sono situati nella parte medio-alta della pianta e sono fortemente curvi, in contrasto con quelli del larice giapponese che sono ritti ed hanno le scaglie rivolte verso l'esterno. Le scaglie dei semi sono ovali, leggermente convesse: la loro superficie è striata, lucente e liscia nei coni più vecchi, rossastra e pubescente alla base. Le alette del cono rimangono aderenti fino alla primavera successiva, momento in cui i semi saranno maturi, per poi aprirsi. Queste alette sono marrone scuro e lucide, triangolari-ovate di 4 millimetri di lunghezza.
In primavera, il larice comune si risveglia fiorendo i coni maschili e femminili, l'equivalente dei fiori delle latifoglie, poi gli aghi cominciano a crescere quando il cono femminile è impollinato, così come i rami. I coni maschili rilasciano il loro polline al vento che lo trasporta ai coni femminili.
Maturano in settembre-ottobre. 
Questo periodo è la maturazione dei coni, che sono inizialmente verdi, e che maturano lentamente, ingrossando a poco a poco nel corso del tempo. La maturazione, che si propaga da ottobre a novembre, si conclude quando il cono apre le alette laterali favorendo la dispersione dei semi sia tramite uccelli, sia tramite il vento.
Quando l'autunno arriva, i coni rilasciano i loro semi di colore marrone (3 a 4 mm). Essi sono spesso aiutati nella dispersione dei semi da scoiattoli, picchi (picchio verde o di picchio rosso) altri uccelli di bosco.
Quando si aprono rilasciano i semi maturi dopo 4-6 mesi dall'impollinazione.
I coni maschili sono piccoli, rotondi e dorati, lunghi 0,5– 1 cm. Quelli femminili variano dal rosa al rosso, lunghi 1 cm, simili ai fiori e maturando scuriscono e prendono forma conica, con squame arrotondate.
I semi sono ovali e cuneo cuneati, di dimensioni 4 x 2.5 mm, di colore marrone-grigio scuro.
All'interno dei coni e del legno sono presenti numerose sostanze aromatiche come oli essenziali e laricina, gomma, resine, acido tannico da cui si ottiene un acido volatile (laricina), alfa pinene, delta 3 carene, beta pinene, beta pyrone.

## Legno

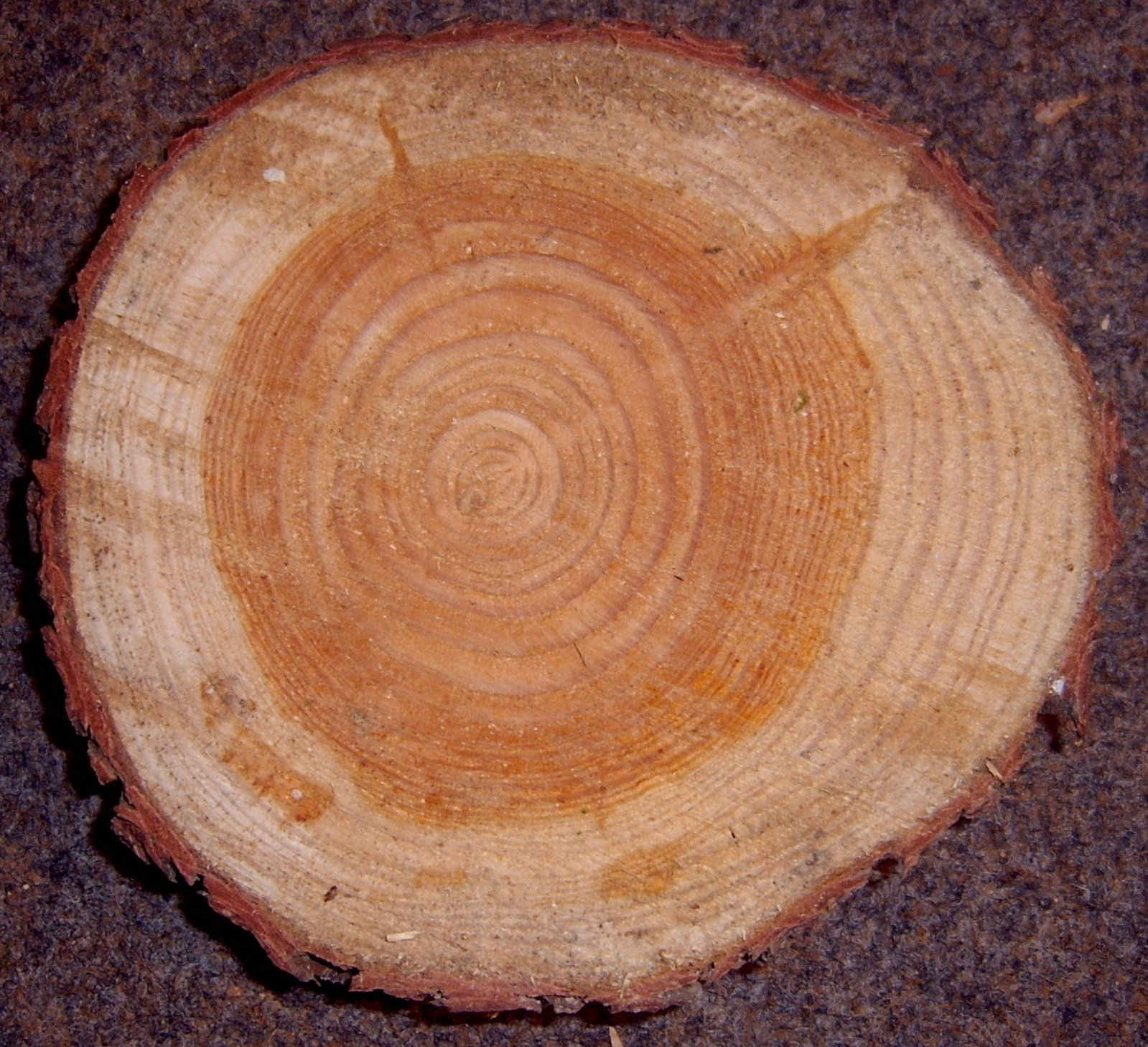
Sezione di legno di larice comune. Da notare il colore rossastro, indice della presenza di resine complesse, del durame. In questa sezione di legno vi sono, all'interno delle cellule morte del durame, delle sostanze estrattive conservanti, molto spesso tannini, che scuriscono il legno e lo rendono durissimo, utile per il sostegno della pianta

Il legno di questa conifera presenta degli aspetti biologici e morfo-fisiologici particolari. In natura esistono due classificazioni per la qualità del legno di larice:
- Larice di bosco o di foresta: questa sezione comprende tutte quelle piante di larice cresciute in ambiente boscoso o negli alti pascoli, sono caratterizzati da legname duro (soprattutto il larice d'alto pascolo), con durame ben evidente e presente, dal colore rossiccio con anelli fini e ravvicinati. Questo tipo rappresenta il legno di migliore qualità che le popolazioni di larice possano offrire. Questo è il legno delle rare laricete pure.
- Larice di prato: da non confondere con il larice di alto pascolo, che ha legname di qualità nettamente diversa, i larici di prato possiedono anelli molto larghi, non hanno durame e sono molto soggetti a marciumi. Questi larici nascono nei prati tra un bosco e l'altro, nei bassi pascoli (quelli sopra le valli) e per caratteristiche ambientali (l'umidità del terreno in primis), non sviluppano durame.

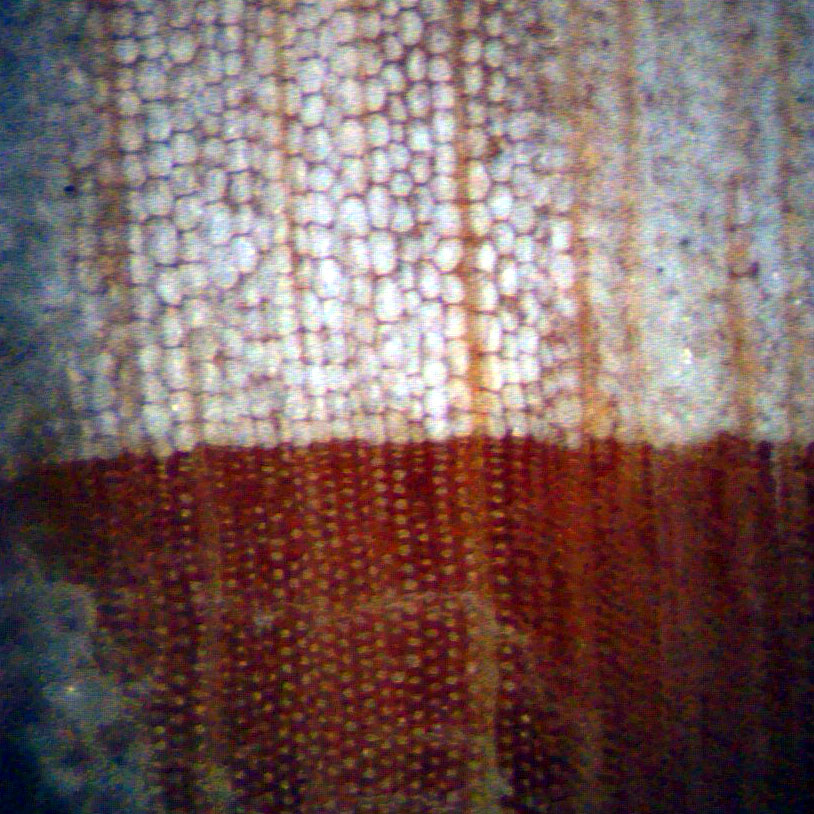
Cellette degli anelli di accrescimento nel durame del larice comune, la differenza tra autunno e primavera è ben visibile, quelle autunnali sono piccole e marroni, quelle primaverili grosse e resinose. La dimensione dell'immagine è di 1,35 mm.

Il legno del larice comune è assai più duro, resistente e dal colore migliore di quello ricavato dalle altre conifere montane, specie l'Abete rosso, con il quale è spesso paragonato. È adoperato per molti usi, soprattutto nelle tenute di montagna, come i masi dell'Alto Adige, per la costruzione di staccionate o cancelli, o per altre costruzioni adibite a usi di fattoria, ma anche per riparazioni in generale. Sono costruiti spesso con il larice pali per lavori di recinzione e anche, provvisti di corteccia, pali da giardino, paraventi o pergole.
In Europa, in Svizzera, Italia ed Austria, ma anche in Francia, i larici comuni sono assai utilizzati a fini di sicurezza come strumento per il contenimento delle valanghe primaverili, per il trattenimento della neve e a difesa dell'erosione del terreno causata da gelate.
L'alburno del tronco è chiaro e molto sottile, il colore del durame varia fortemente dal bruno chiaro (larice di prato) al rossobruno intenso (Larice di bosco o di alto pascolo). Esso scurisce molto con l'invecchiamento. Il contrasto tra legno primaverile e tardivo all'interno dell'anello è marcato. Il primo può occupare da 1/2 a 1/3 dell'ampiezza dell'anello. I piccoli canali resiniferi si trovano principalmente nel legno tardivo.
Il legno di larice possiede proprietà di resistenza molto buone, esse sono tuttavia dipendenti dalla località, molto variabili e con esse anche la densità (da 400 a 800 kg/m3), che mediamente è di 550 kg/m3. Il larice è mediamente duro (durezza di Brinell di 19 N/mm2) ed ha una buona stabilità. Il legno di larice si essicca e si lavora bene. Per quanto riguarda il trattamento della superficie è consigliabile un pretrattamento con solventi per resina. A causa dei nodi molto duri e nel caso di fibratura irregolare esiste il rischio di fenditure. Poiché questo legno si spacca facilmente è consigliata la preforatura. Per quanto riguarda la durabilità ai funghi esso si trova nelle classi 3 e 4 (da mediamente a poco durevole) e viene spesso sopravvalutato a causa della grande variabilità da esemplare ad esemplare. L'impregnabilità del durame è molto difficile, quella dell'alburno media.
Ha una spiccata propensione a ricoprirsi di spine, cosicché se si usa per pavimenti, tavoli, corrimano o sedie, è bene che sia adeguatamente trattato.
Il legno di larice viene impiegato sia per interni che per esterni, in strutture portanti e non portanti. Viene utilizzato per elementi costruttivi molto sollecitati, nella costruzione di imbarcazioni, ponti, parti interrate ed immerse in acqua. Per gli interni l'impiego va da finestre e porte, a pavimenti e rivestimenti, fino ai mobili. Negli ultimi tempi sono molto amati i rivestimenti per esterni in larice, che, non trattati e senza protezione, divengono grigi dopo alcuni anni. L'Abete di Douglas ha legno simile al larice comune.
Il legno di larice è rossastro, per lo più nel cuore, mentre diviene giallastro all'esterno. Quando la pianta cresce in ambienti difficili il legno risulta più duro, caratteristica molto singolare che possiede il larice comune. Questo legno ha difficile lavorazione, perché impregnato di resina (che gli permette di conservarsi a lungo nel tempo) che rende difficile il taglio a causa delle sacche resinifere che, rompendosi con il taglio fuoriescono dando origine alle crepe resinifere. Questo legno possiede un'umidità superiore a tutti quelli delle altre conifere. Ha grana sottile, è colorato da aree scure e gli strati concentrici possono essere facilmente contati.
Raramente questo legno viene intaccato dagli insetti, mentre i funghi, specie le carie, sono più frequenti. Per queste ragioni, questo legno ha un valore più elevato e viene usato per la costruzione e l'edilizia. Diviene molto solido quando è nelle navi, e per queste caratteristiche veniva preferito, da Venezia alla Russia, rispetto alla Quercia. In Alto Adige e in tutto il Tirolo storico, in Austria, a Carniola (Slovenia) ed in Savoia (un dipartimento sud-est della Francia), vi è una spiccata abbondanza di questa conifera, e le case del luogo sono costruite con questo legno. Queste case di nuova costruzione sono di color tenue, ma dopo due o tre anni la resina presente nel legno si ossida e forma una bella tinta marrone. Inoltre questa, essudando dalla superficie del legno di questi alberi che si sovrappongono, chiude tutte le articolazioni e gli spazi tra in tronco e l'altro, come una patina sottile e lucida che rende tutto assolutamente impermeabile all'acqua e all'aria, ma altamente infiammabile. Questo legno viene usato anche negli utilizzi subacquei. Segato in tavole, è molto usato nelle opere di carpenteria, ma rischia di deformare se utilizzato prima della perfetta asciugatura. Per evitare questo, è stato raccomandato di immergerlo in acqua per un anno e poi lasciarlo all'aria per circa un altro anno prima di tagliarlo.

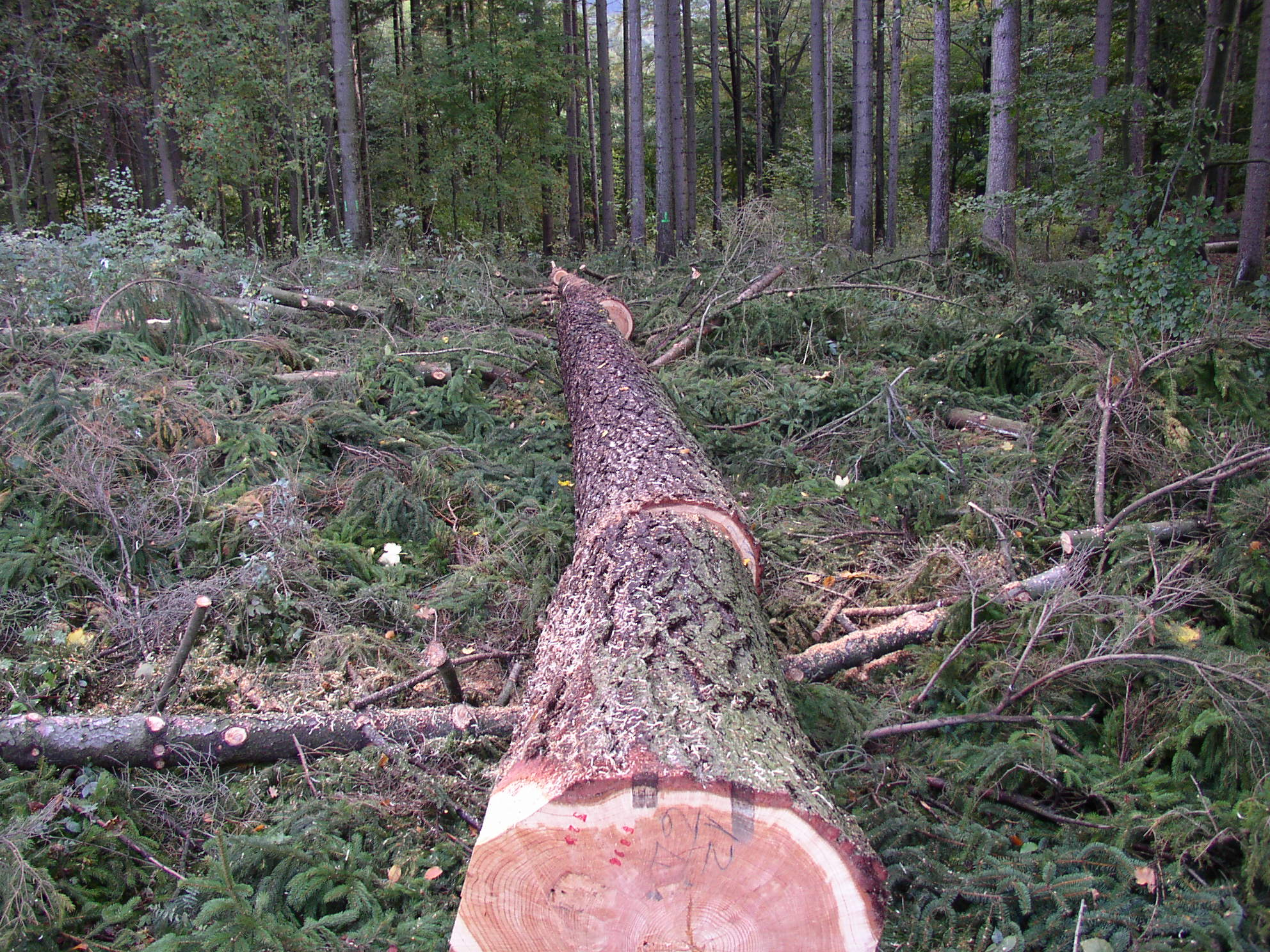
Tronco di larice appena abbattuto

Questo legno di conifera è usato, nell'arco alpino, per fare i tetti casa (anche le tegole) o le grondaie, essendo ben impermeabile grazie alla resina. Grazie a questa caratteristica i tetti ed i granai dei paesini alpini che dispongono di larice sono fatti con questo legno. Per più di un secolo, solo i servizi forestali hanno mostrato un particolare interesse verso il larice comune, per la riforestazione e solidificazione si suoli naturali. Questa specie ha davvero molti vantaggi legati, tra l'altro, alla sua rusticità, al suo elevato potenziale di crescita ed al suo valore paesaggistico e commerciale.
Tra i legni di conifere alpine, o in generale di conifere, quello di larice si distingue dagli altri per due aspetti: alta durabilità naturale e le eccellenti proprietà meccaniche che lo fanno apprezzare per il suo utilizzo in condizioni di struttura ed esterne. Questo è il motivo per cui è spesso chiamata "Oak Mountain" (Collardet e Besset, 1988).
Negli anni cinquanta numerosi imprenditori del nord Europa hanno piantumato numerose foreste a scopo industriale di larice, soprattutto nel nord della Francia. Alcuni di questi impianti sono grandi almeno due o tre volte in più rispetto ai normali lariceti di tutto l'arco alpino e hanno un potenziale produttivo di grandi dimensioni: per esempio, in Francia, la produzione annua totale di legno di larice coltivato equivale a quello prodotto nelle Alpi nei lariceti naturali, su una superficie circa tre volte inferiore. Tutto questo, però, ha causato un peggioramento enorme della qualità del legno, ed ha fortemente inciso sulla salute delle piante.
Questa nuova risorsa è prodotta e gestita in modo molto più favorevole rispetto alle condizioni del larice nel suo ambiente naturale montano delle Alpi, dove le condizioni ambientali sono più severe (ma le piante producono legno migliore). Le varietà di impianto sono derivanti dal progresso genetico (ibridi interspecifici di larice in Europa ed Europa Centrale). Questa nuova risorsa è una risposta alla carenza di legname proveniente da zone di montagna, anche se il 90-95%, poiché quello delle piantagioni va solitamente in Nord America, del legno commerciato di questa conifera in Europa proviene ancora da lì. Purtroppo, queste nuove piantagioni sono scarsamente conosciute dalle imprese che si dedicano al mercato del legname, che continuano a preferire il tradizionale e migliore legno di larice comune naturale. Erroneamente i prodotti delle coltivazioni nord europee vengono etichettate come "straniere" o come sconosciuta novità. Negli ultimi anni il legno di larice di coltivazione sta perdendo piede, soprattutto a causa delle paure degli imprenditori che, temendo risposte lente del mercato sono riluttanti ad ampliare le laricete coltivate. In risposta a queste preoccupazioni, la ricerca forestale ha deciso di intensificare i propri sforzi, sostenuta dall'Unione Europea nell'ambito del programma FAIR 1. Un progetto di denominato "Verso una strategia europea di legno di larice a catena". Tutto questo è stato creato intorno a quattro temi principali della ricerca:
- "Tecnologia del legno"
- "Foreste"
- "Genetica e miglioramento"
- "Massa e tecnologia di produzione di varietà migliorate".

Dieci istituti di ricerca e tre partner industriali provenienti da nove paesi (Austria, Belgio, Francia, Gran Bretagna, Irlanda, Italia, Repubblica Ceca, Svezia) stanno partecipando a questo progetto coordinato dall'Istituto Nazionale di Ricerca Agronomica di Orleans. L'obiettivo generale è promuovere e legno di larice e di contribuire alla sua espansione in Europa, migliorando la conoscenza della sua biologia, e le sue esigenze ecologiche di pianta.
Il larice comune è in Europa, rispetto ad altri tipi di conifere, economicamente rilevante, alcuni individui di questa conifera vennero importate anche nell'isola giapponese di Honshu e qui furono ibridati formando una nuova specie: il Larix eurolepis.
Il legno di larice rappresenta, tra i legni europei, il più pesante e più difficile da lavorare, e questa caratteristica è superata raramente solo dal tasso (Taxus baccata).
L'uso energetico del legno di larice svolge un ruolo relativamente minore. Il legno di larice ha un potere calorifico di 4,4 kWh/kg (1.700 kWh/rm), paragonabile al calore sviluppato dall'abete Douglas o dal pino cembro. Come la maggior parte dei legni alpini, il larice comune viene venduto a "kilometri 0" ai privati che li bruciano in camini e stufe casalinghi. Gli scarti di segheria di questa pianta producono il pellet più pregiato per le stufe di ultima generazione.

## Distribuzione ed habitat
Tipica conifera alpina (fino al limite superiore degli alti pascoli) e sub-alpino, scende a quote inferiori, talvolta fino al piano montano (poco sopra i bassi pascoli alpini delle valli, circa 800 m), il larice è usato, oltre che per ricavarne legname pregiato, come pianta ornamentale nelle zone più fresche dell'Italia settentrionale. Trova le migliori condizioni di vegetazione nelle stazioni ben illuminate, con terreno fresco e sciolto e clima asciutto. In Italia è assente nell'Appennino mentre nei boschi dell'Alto Adige costituisce il 19% delle essenze. Presente nei boschi austriaci (i più produttivi assieme a quelli altoatesini), con il 7%. In Svizzera, con circa il 4% di tutti gli alberi del paese è prevalentemente limitato al Vallese, le valli del Ticino e Grigioni (Engadina, Poschiavo, Val Monastero). La durata della sua vita raggiunge gli 800 anni, ma viene tagliato tra 100 e 140 anni. Il larice comune forma boschi puri (lariceti) oppure si trova misto a abete rosso (Picea abies), abete bianco (Abies alba), Pino silvestre (Pinus sylvestris) e Pino cembro (Pinus cembra). Questa conifera è una delle più usate in Selvicoltura, soprattutto per farne legname pregiato. I lariceti sono, tra i boschi, uno dei più costosi da comprare, perché questa conifera raramente forma boschi puri. Cresce su suoli sia neutri che acidi, principalmente su substrato carbonatico. La crescita è ottimale in climi freschi, caratterizzati da estati umide e inverni freddi e nevosi.

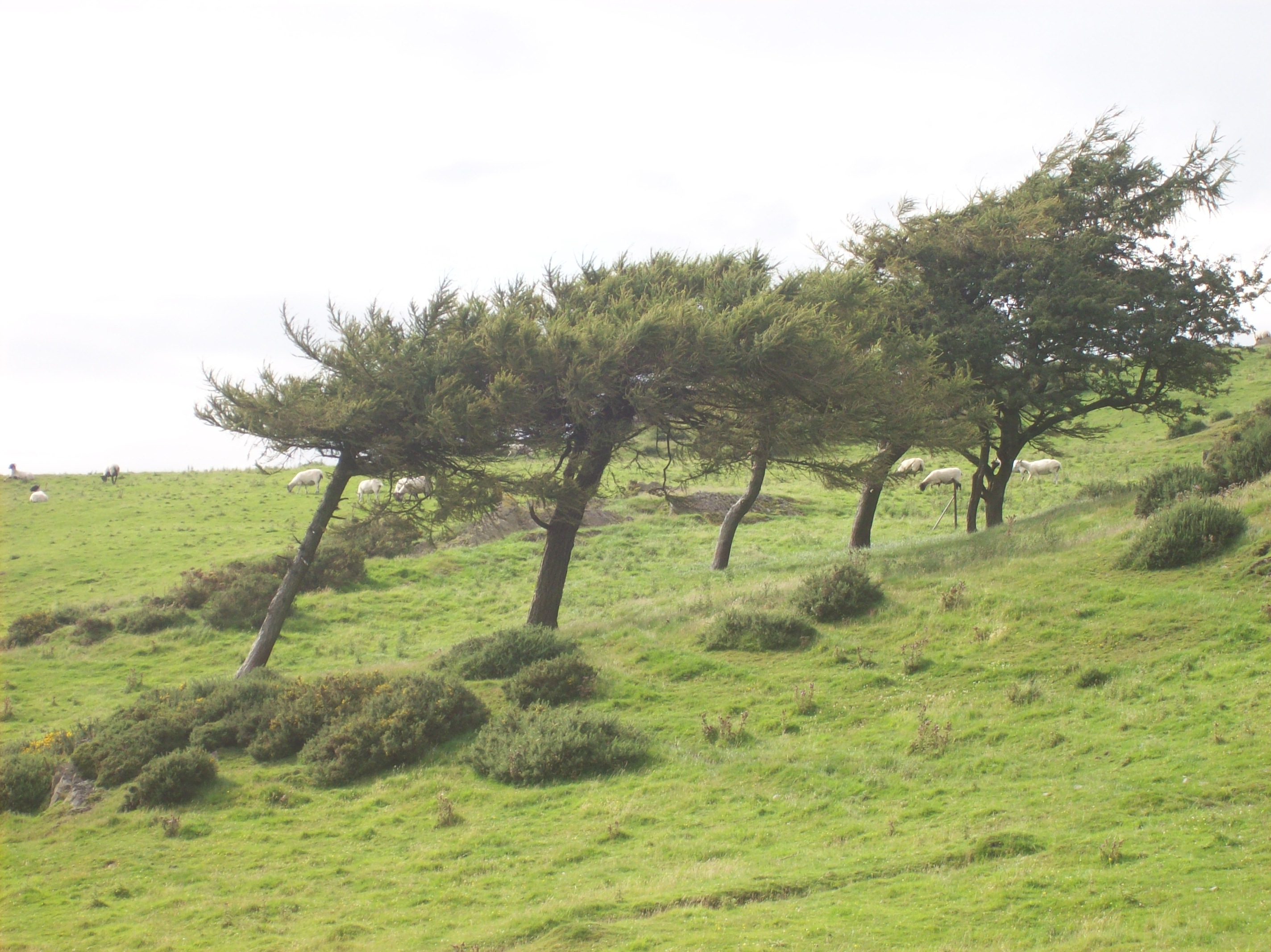
Effetto del vento sui larici d'alta quota. Questi alberi sono dotati di radici robustissime che ne impediscono la rottura

Si tratta di una specie pioniera (cresce su terreni poveri che contribuisce ad arricchire). Le maggiori formazioni naturali si trovano nelle Alpi. Il larice comune cresce, nelle Alpi, tra i 1000 e i 2400 m, tra i 550–600 m e 1500 m in Europa orientale. In Francia, si trova soprattutto nella Briançon, Queyras, Ubaye Dévoluy, Mercantour dove è endemica ed è accompagnato dal pino silvestre, al di sotto dei 1400 metri del lato sud si associa con cembro e oltre i 2000 metri in ombra con abete rosso.
I popolamenti puri sono abbastanza rari, a elevate altitudini il larice comune si associa spesso con Pinus cembra o con Picea abies sotto i 1800 m. In aggiunta a queste associazioni, in Trentino si può trovare il larice comune in popolamenti misti con Pino mugo. Ci sono due possibili tipologie di lariceto, a seconda della loro origine: i lariceti primari, hanno l'aspetto di vegetazione sparsa su un prato continuo, e quelli secondari, formatisi in seguito alla colonizzazione di vecchi pascoli.
È specie eliofila, che, quando forma boschi puri, sono radi e luminosi, con sottobosco ricco di piante erbacee. Più frequentemente lo troviamo associato a faggio, abete rosso, ontano verde, pino silvestre, pino mugo e pino cembro a seconda delle località. Non sopporta terreni argillosi, preferendo quelli sabbiosi, ricchi di humus e ben aerati e fertili.

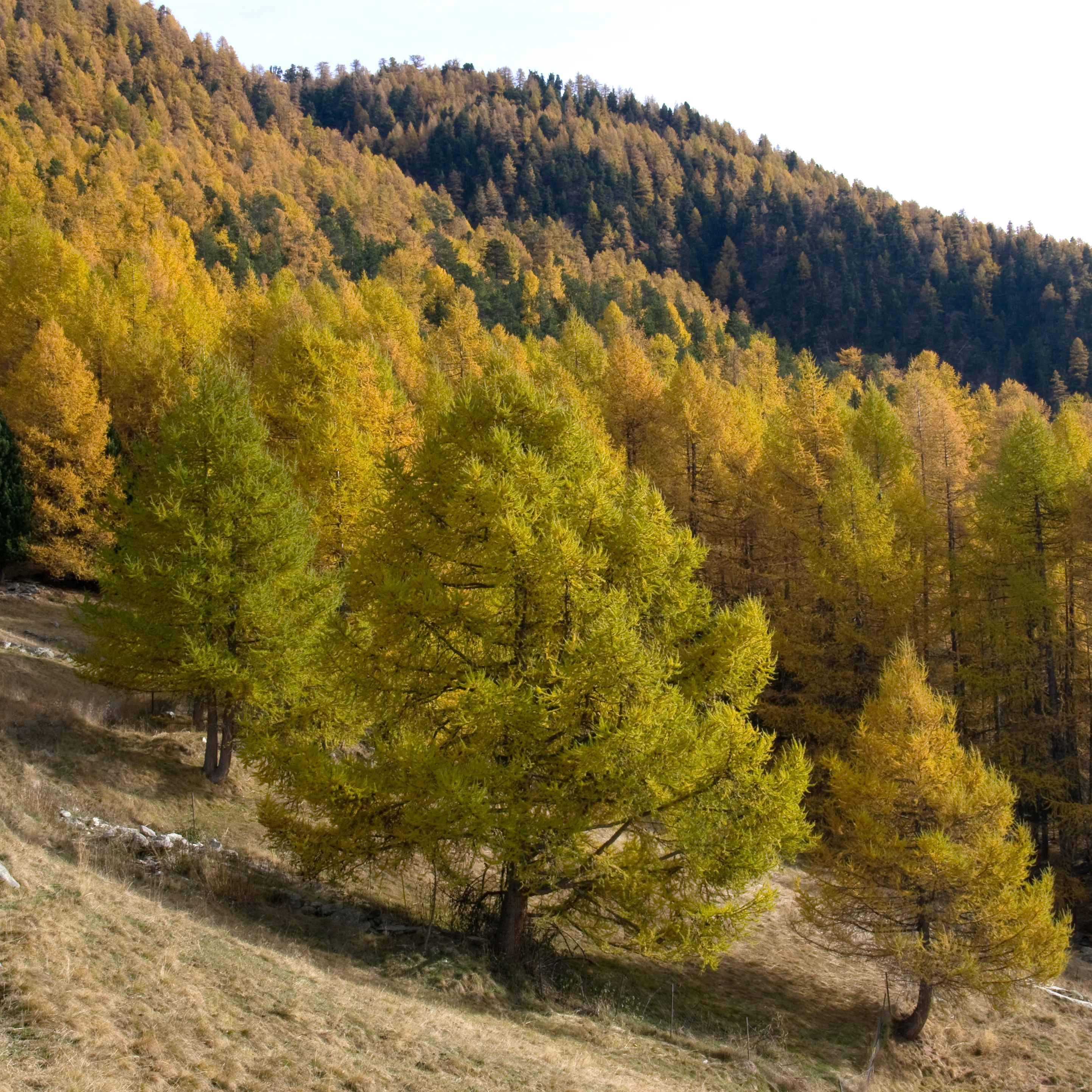
Lariceto puro in Svizzera

È molto tollerante nei confronti del freddo invernale (specie microterma): è in grado di sopravvivere a temperature estreme (-50 °C) e si trova fino al limite superiore del bosco nelle Alpi, raggiungendo i 2500 m di altitudine; tuttavia è anche capace di scendere fino a 600 m in impluvi e alla base di canaloni valanghiferi. L'optimum altimetrico è comunque tra i 1200 e i 2000–2200 m. Soltanto il pino mugo e il pino cembro riescono a competere con il larice ad alte quote. Il legno dei vecchi esemplari che vivono ad alta quota, negli alti pascoli, è senza dubbio più duro di quello dei larici di quota inferiore, e rilevamenti dendrometrici hanno constatato che gli anelli annuali del tronco sono sottilissimi e vicinissimi, a causa della scarsa crescita annuale che il clima d'alta montagna implica.
Esso cresce su suoli ben drenati ed ha una grande capacità di adattamento che gli consente di sopravvivere anche in condizioni climatiche sfavorevoli e di tollerare anche una certa aridità estiva. È considerata una specie pioniera di aree colpite da disastri naturali o tagli intensivi, grazie alla disseminazione abbondante e anemofila. Ama suoli erbosi e freschi.
Nonostante il limite superiore dei lariceti si collochi abitualmente tra i 2000 e i 2200 m, esemplari isolati e piante in piccoli gruppi (spesso con portamento quasi prostrato) possono spingersi ben più in alto: infatti la massima altitudine raggiunta dal larice sulle Alpi occidentali è di 2820 m, sulla morena frontale del piccolo ghiacciaio di Lourousa in Valle Gesso (Alpi occidentali).
In Italia è abbondantissimo in Trentino-Alto Adige (la zona alpina dove questa conifera è più concentrata), mentre è presente in minor parte nelle altre zone alpine. Ridiventa assai comune nelle Alpi occidentali, rappresentando la specie arborea dominante alle alte quote delle Alpi Cozie e Graie, sopportando bene estati asciutte (diversamente dall'abete rosso).
Il larice comune resiste senza subire danni ai venti più forti.
In Francia, è diffuso nelle Alpi del Sud dove si deve il suo sviluppo alla pastorizia, che per secoli ha modellato le montagne. Infatti i lariceti sono caratterizzati da sottobosco ricco, adatto al pascolo.
Anche se è capace di una crescita a qualsiasi altitudine, in questo paese, quasi 4 esemplari su 5 (il 73%) si trovano al di sopra dei 1400 metri, di solito su pendii ripidi.
L'importanza, in termini di condizioni ecologiche, del larice comune da pascolo, inizia a 1830–1850 m. La formazione di rimboschimento produttivo di larice può avvenire anche in terreni franosi. Ma le condizioni che hanno favorito la crescita del larice comune sono, storicamente, la presenza di terreni da consolidare e l'emigrazione delle popolazioni alpine, che favorirono una diminuzione del numero dei boscaioli. Pertanto, la rigenerazione dei boschi di larice comune è complessa, poiché in molte zone alpine vennero piantate interi lariceti a scopo antivalanga, essendo questa conifera una specie pioniera. Non essendo una formazione naturale, il lariceto da silvicoltura richiede un intervento costante ed attivo, altrimenti scomparirebbe a favore di altre essenze vegetali più rustiche (come l'abete rosso), ma di valore ecologico e commerciale molto più basso.
Il larice comune cresce bene al freddo e, come tutte le specie pioniere, tende a colonizzare nuovi territori soprattutto se le condizioni sono giuste. In montagna, dove la pastorizia ha distrutto tutta la vegetazione, il larice comune sta lentamente tornando, e apre la strada ad altre conifere, specie l'Abete rosso. Sorsero in questo modo, le foreste luminose degli alti pascoli alpini, che avevano alberi radi, grossi e vecchi.
Al di fuori del proprio areale naturale, il larice europeo è spesso in boschi misti di fronte al faggio.
Insieme al pino cembro esso forma la tipica foresta del limite della vegetazione arborea superiore in alta quota. L'attuale distribuzione dei lariceti puri risale, in larga misura, all'influenza secolare che i boschi di montagna hanno avuto sull'uomo. Senza l'intervento umano, il pino cembro sostituirebbe rapidamente il larice, avendo migliori caratteristiche di ricerca della luce naturale della foresta.

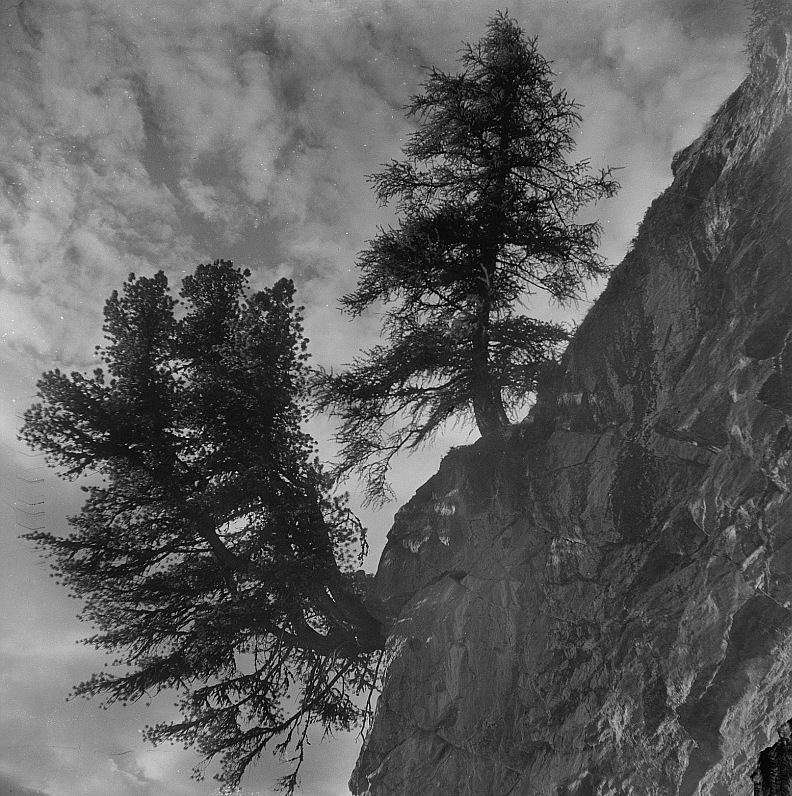
Il larice riesce a sopravvivere anche in stazioni estreme, in questa immagine insieme al pino cembro in Algovia

Il larice comune ha conosciuto un largo sviluppo nei boschi di montagna anche grazie al fatto che possiede una corteccia molto più spessa, che limita i danni causati dalla neve e dagli incendi, un tempo molto comuni nelle Alpi.
Senza il pascolo alpino di oggi il pino cembro sarebbe situato ad una quota superiore nella foresta di montagna. Questi pini sono, oggi, posti al disotto dei boschi radi e luminosi dei larici di alto pascolo. Studi di Friedrich-Karl Holt Meier mostrano che il larice comune ha creato qui un nuovo ecosistema con una stabilità tuttora esistente, che impedisce il soppiantarsi del pino cembro. Il larice comune mostra, a intervalli regolari di diversi anni, un aumento di massa e numero degli aghi, sfavorendo fioriture particolarmente numerose. In questo gli aghi, una volta arrivato l'autunno, cadono in massa, rendendo il terreno abbondantemente ricoperto dagli stessi e acido. Solitamente, le giovani piantine di Larice comune e gli esemplari adulti sopravvivono, mentre il pino cembro viene fortemente debilitato. Anche altre conifere adottano lo stesso sistema per mantenere puri i loro boschi dalle specie più infestanti. Mentre larice di solito non muore in un terreno infestato da aghi i pini cembri ne soffrono molto, debilitandosi rapidamente. Le piante adulte di pino cembro, inoltre, essendo indebolite saranno molto più soggette ad attacchi parassitari, soprattutto fungini.
In America settentrionale è da poco stato importato per i rimboschimenti.
Le esigenze nutrizionali del larice comune vanno dal basso al medio, anche se favorisce terreni montani ricchi di scheletro ma ben profondi e ricchi di humus. Le esigenze idriche non sono particolarmente elevate, anche se questa pianta è in grado di sopportare lunghe piovute.

### In Italia

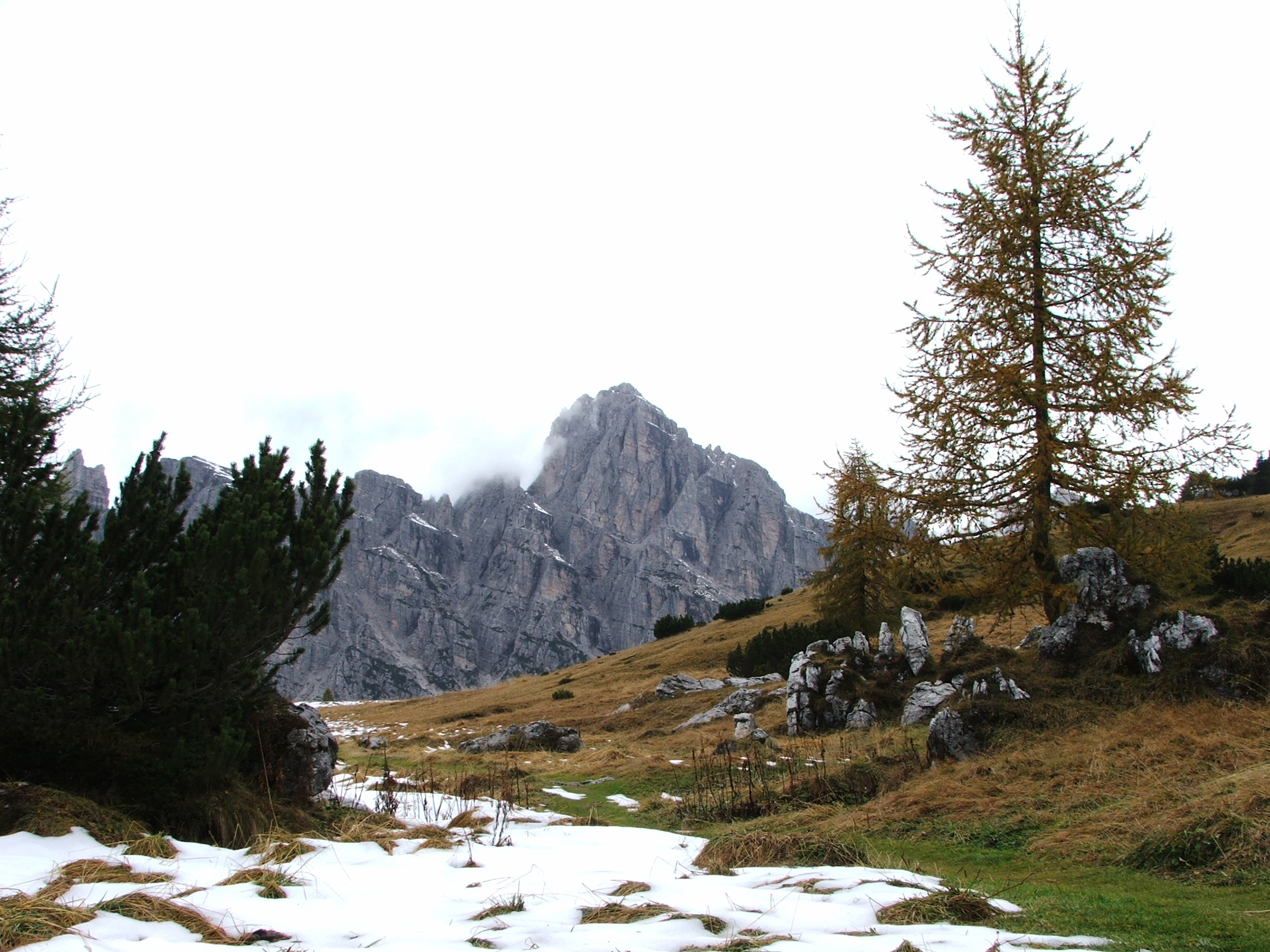
Un larice (quello a destra senza foglie) e un Pino mugo (a sinistra) nella Provincia di Belluno.

La presenza di questa conifera in Italia ha da sempre influenzato le popolazioni locali e l'economia montana. Essendo un'essenza tipicamente alpina il larice comune è maggiormente presente nelle seguenti zone dell'arco di questa catena montuosa europea:
- Alto Adige/Südtirol[5]: Il larice comune è presente su tutto il territorio provinciale, rappresenta il 19%[4] in modo abbondante e ben distribuito. Sul versante nord del Latemar si trova una delle foreste di larice e abete rosso più belle della provincia e delle Alpi. Già nel XVI secolo, il legno di questi luoghi era conosciuto in tutto il mondo e molto richiesto per la costruzione di alberature navali. Il complesso boschivo di Funes è la foresta demaniale provinciale più estesa dell'Alto Adige. In esso cresce il miglior legno di cirmolo e larice, così come nelle foreste demaniali di Solda e Moso in Passiria, di tutto l'Alto Adige e le Alpi orientali. Quest'ultima già nel 1500 riforniva di legname Castel Tirolo e l'Impero Asburgico. Allo scopo di ottenere legno più resistente ai parassiti e ai marciumi, nonché privo di fenditure e deformazioni, le piante vengono abbattute in inverno, come dettato dalle norme provinciali e dagli usi locali.
- Provincia di Belluno[6]: In questa provincia il larice comune è diffuso soprattutto nel nord. Le aree laricicole sono principalmente Cadore, Comelico, il Sappadino (area del comune di Sappada) e la conca d'Ampezzo. Il larice qui segue il delineamento del territorio, arrivando a colonizzare anche aree d'alta quota. Per secoli il legname di queste zone è stato fluitato lungo il fiume Piave per rifornire la Serenissima Repubblica di Venezia, in particolare quello della foresta di Somadida, per questo detta di San Marco o delle antenne, oggi riserva naturale.
- Provincia di Sondrio[6]: In questa provincia lombarda questa conifera è abbondante soprattutto nella Valtellina.
- Lombardia del nord[6]: Questa raggruppazione comprende l'alta Lombardia esclusa la provincia di Sondrio. Qui il larice comune è presente in modo abbondante ma non uniformemente distribuito.
- Provincia del Verbano-Cusio-Ossola[6]: In questa provincia piemontese questa conifera è presente anche se non molto abbondantemente.
- Valle d'Aosta[6]: In questa valle alpina questa conifera è presente in modo disordinato e non uniforme, ma è più diffusa nella parte nord-occidentale della regione.
- Piemonte occidentale e Liguria[6]: Nelle vette di questo grande raggruppamento il larice torna ad essere presente, basta che sia lontano dalle zone marittime, e si trova principalmente nelle zone degli alti pascoli.

Percentuale dei boschi alti a prevalenza di larice e/o pino cembro:
| Provincia/Regione    | %Boschi di larice e cembro sul totale dei boschi alti |
| -------------------- | ----------------------------------------------------- |
| Torino               | 20,0%                                                 |
| Vercelli             | 3,8%                                                  |
| Cuneo                | 10,0%                                                 |
| Verbano-Cusio-Ossola | 10,6%                                                 |
| Valle d'Aosta        | 45,3%                                                 |
| Sondrio              | 30,0%                                                 |
| Bergamo              | 2,4%                                                  |
| Brescia              | 5,1%                                                  |
| Lecco                | 2,4%                                                  |
| Bolzano              | 27,6%                                                 |
| Trento               | 16,9%                                                 |
| Vicenza              | 4,7%                                                  |
| Belluno              | 18,2%                                                 |
| Pordenone            | 5,6%                                                  |
| Udine                | 3,5%                                                  |

## Minacce di sopravvivenza
Il larice comune, come molte altre conifere alpine e non, ha possibili minacce, imposte soprattutto dall'uomo ma anche dall'ambiente stesso:
- Sfruttamento intensivo del legname.
- Dissodamenti legati allo sviluppo di stazioni sciistiche.
- Amplificazione dei pascoli d'alta quota.
- Lentezza di rigenerazione.
- Eccessiva pressione della fauna selvatica nelle aree dei lariceti.

I boschi naturali di larici secolari sono ambienti poco comuni annoverati tra gli habitat di particolare interesse.

## Malattie e parassiti

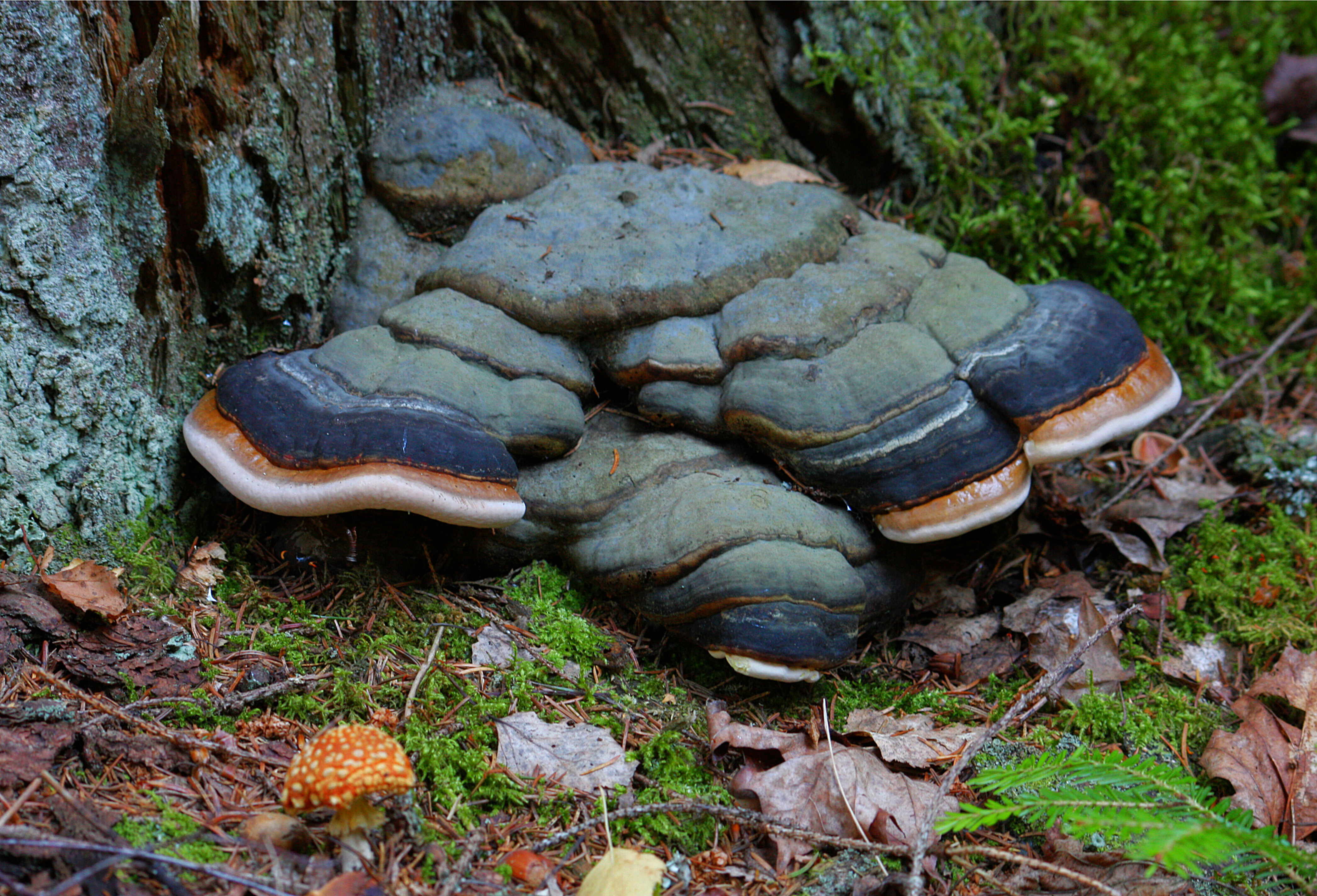
Fomitopsis pinicola, un fungo che parassitizza spesso il larice comune

Le malattie che possono colpire il larice comune sono molte, le più diffuse e comuni sono le carie del legno, di natura fungina.
I funghi che possono colpire questa pianta sono carie del legno provocate da vari funghi xilovori come Lachnellula willkommi, i marciumi dovuti ad Armillaria mellea, degenerazioni e deperimenti dei germogli dovuti al fungo Ascocalyr laricina. Queste malattie si possono raggruppare in:
- Cancri corticali e rameali: cancro larice (Lachnellula willkommii).
- Disseccamento delle foglie.
- Marciume basale o del colletto.
- Marciume radicale da armillaria.
- Funghi parassiti delle conifere.
- Deperimento (laricina Brunchorstia).
- Muffa grigia (Botrytis cinerea).

Nel ramo dei vegetali troviamo il vischio, e più precisamente:
- Viscum album subsp. austriacum (Wiesb.) Vollmann: Pianta parassita, è una sottospecie del comune vischio, ha frutti gialli, grandi 2–4 centimetri (0.79–1.6 in), è tipico dell'Austria e dell'Alto Adige, parassitizza Larix, Pinus, Picea.

Spesso i larici vengono attaccati dagli afidi del larice, simili all'afide del cedro ed in luoghi con temperature medie troppo alte la pianta può avere uno sviluppo stentato.
Negli animali inferiori o insetti troviamo:
- Afidi.
- Scolitidi o distruttori del legno.
- Cocciniglie.
- Larve di lepidotteri e processionaria.
- Acari.
- Colephora laricella, piccolo lepidottero, la larva si nutre degli aghi del larice.
- Afide Chermes viridis: Fra i parassiti animali questo insetto è molto diffuso, forma colonie sugli aghi di larice comune protette da tipiche escrescenze biancastre, dalla consistenza della lana. Inoltre sono da annoverare i danni da defogliatori, lepidotteri minatori e imenotteri siricidi.

Tutte queste avversità si possono prevenire e/o curare con prodotti fitosanitari specifici.
I danni alla pianta di origine ambientale / trofica sono principalmente dovuti alla clorosi ferrica, e alla clorosi da stress idrico.

## Sinonimi
Sono stati riportati i seguenti sinonimi:
- Abies larix Poir.
- Larix caducifolia Gilib.
- Larix communis Lindl.
- Larix decidua subsp. europaea (DC.) Domin
- Larix decidua var. pendula (P.Lawson) Henkel & W.Hochst.
- Larix decidua subsp. sudetica (Domin) Domin
- Larix europaea DC.
- Larix europaea var. pendula P.Lawson
- Larix excelsa Link
- Larix gracilis A.Dietr.
- Larix larix (L.) H.Karst.
- Larix pyramidalis Salisb.
- Larix sudetica Domin
- Larix vulgaris Fisch. ex Spach
- Peuce larix (L.) Rich.
- Pinus laeta Salisb.
- Pinus larix L.
- Pinus larix var. pendula (P.Lawson) Endl.

## Alberi monumentali

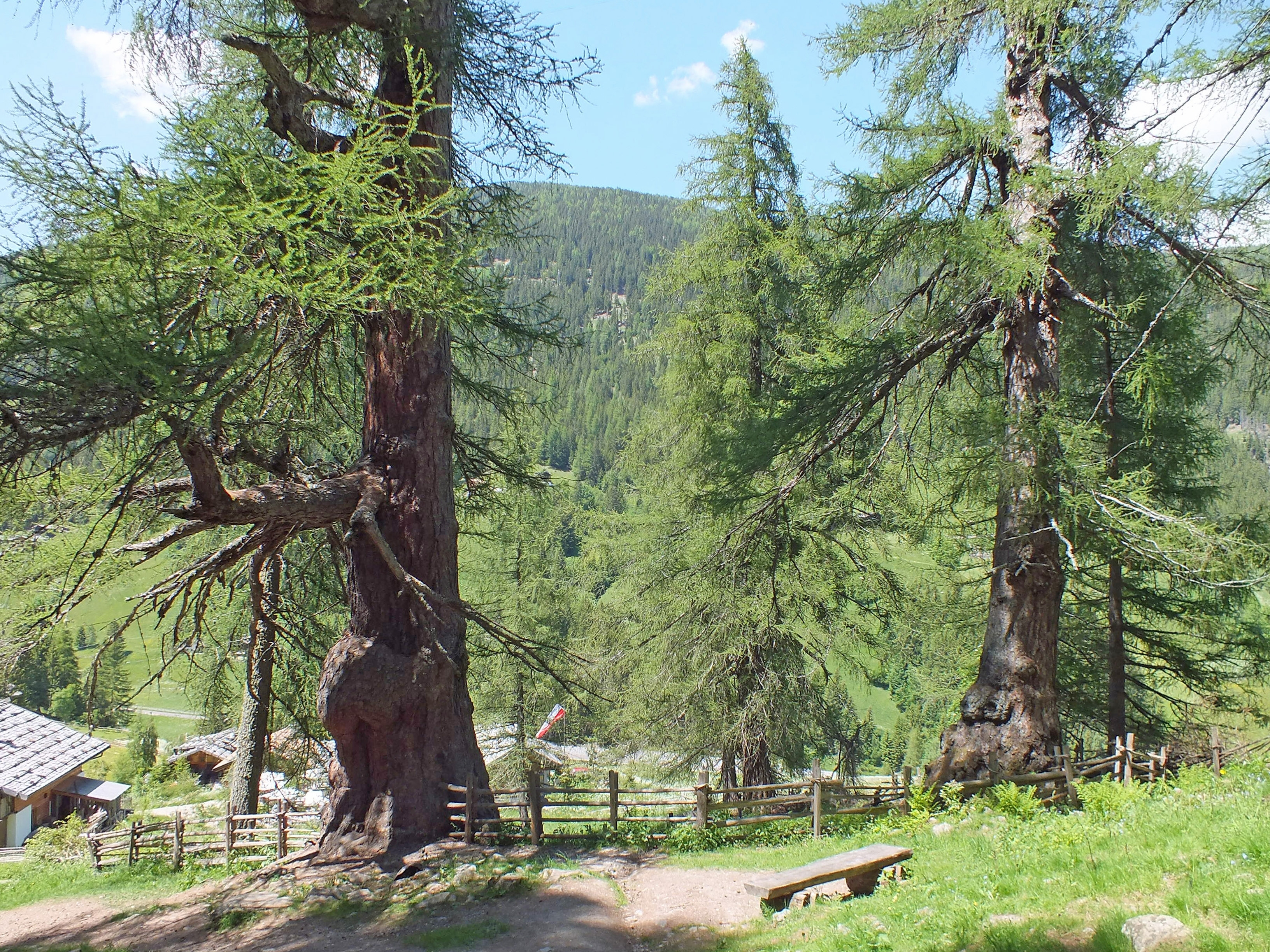
Urlärchen di Ultimo

In Alto Adige, a Santa Geltrude, una frazione di Ultimo, vi sono tre esemplari ritenuti millenari giacché un quarto esemplare caduto durante una tempesta negli anni 30 aveva circa duemila anelli. Sono classificati come "monumenti naturali" da parte della Provincia autonoma di Bolzano.
I tre larici millenari della Val d'Ultimo si trovano a 1.430 metri di quota presso l'abitato di Santa Gertrude nel bosco che protegge dalle valanghe i masi Ausserlahn.
Nel dialetto locale “Lahn” significa valanga. Essi sono gli ultimi testimoni dei primi insediamenti umani, quando la più interna Val d'Ultimo era ancora popolata da orsi, lupi e linci. Questi larici sono presenti fin dall'Impero Romano.
I tre sopravvissuti, segnati da tempeste ed intemperie, vengono considerati le più antiche conifere d'Europa. Tutta la cima del larice più alto, che misura 36,5 m per una circonferenza di 7 m, è disseccata, colpita da un fulmine. Anche l'albero più grosso, con 8,34 m di circonferenza ed alto 34,5 m, dalla appariscente escrescenza bulbosa, ha perso la cima.
Il larice dalla singolare cavità è invece da generazioni spezzato a sei metri d'altezza: un ramo laterale ha di conseguenza assunto il ruolo di cima. Nonostante ormai solo in una ridottissima parte del tronco pulsi la vita, questo continua ogni anno a germogliare ed ha già raggiunto nuovamente i 22,5 m.
Nella tradizione popolare i larici millenari vengono perciò detti Fledermauslarch (larici dei pipistrelli). I larici millenari sono evidenti simboli della tenace volontà di sopravvivenza delle piante. Sono considerati i più vecchi di tutto l'arco alpino e sono fra i più famosi patriarchi arborei d'Italia; un quarto esemplare, di m 7,80 di circonferenza, venne sradicato da una bufera nel 1930, su una sezione del tronco vennero contati circa 2.200 anelli, da qui la stima dell'età dei tre sopravvissuti, considerati coevi. Va ricordato che questo territorio è situato all'interno del Parco nazionale dello Stelvio, in uno scenario di elevata qualità ambientale e di rara bellezza, alle falde dei massicci alpini del Cevedale e dell'Ortles.
I larici che si trovano nella frazione di Santa Gertrude in Val d'Ultimo sono stati classificati "monumenti naturali" da parte della Provincia autonoma di Bolzano. Sul posto è presente un cartello che riporta le seguenti informazioni:
Su un larice abbattuto dal vento nel 1930 sono stati contati più di 2000 anelli di accrescimento. I tre sopravvissuti, segnati da tempeste e intemperie, vengono considerati le più antiche conifere d’Europa. Tutta la cima del larice più alto, che misura 36,5 m per una circonferenza di 7 m, è disseccata, colpita da un fulmine. Anche l’albero più grosso, con 8,34 m di circonferenza ed alto 34,5 m, dalla appariscente escrescenza bulbosa, ha perso la cima. Il larice dalla singolare cavità è invece da generazioni spezzato a sei metri d’altezza: un ramo laterale ha di conseguenza assunto il ruolo di cima. Nonostante ormai solo in vita in una ridottissima parte del tronco pulsi la vita, questo continua ogni anno a germogliare ed ha già raggiunto nuovamente i 22,5 m. I larici millenari, che videro venire ed andare ca. 70 generazioni e l’impero romano prima e germanico poi, sono evidenti simboli della tenace volontà di sopravvivenza della natura.
Il larice, unica conifera in Europa ad essere verde solo d’estate, meraviglia con i suoi rossi amenti tra il tenue e delicato verde dei getti primaverili così come con la dorata colorazione autunnale.»
(Traduzione del cartello posto dalla Provincia Autonoma di Bolzano)

## Erboristeria, farmacologia e industria della resina

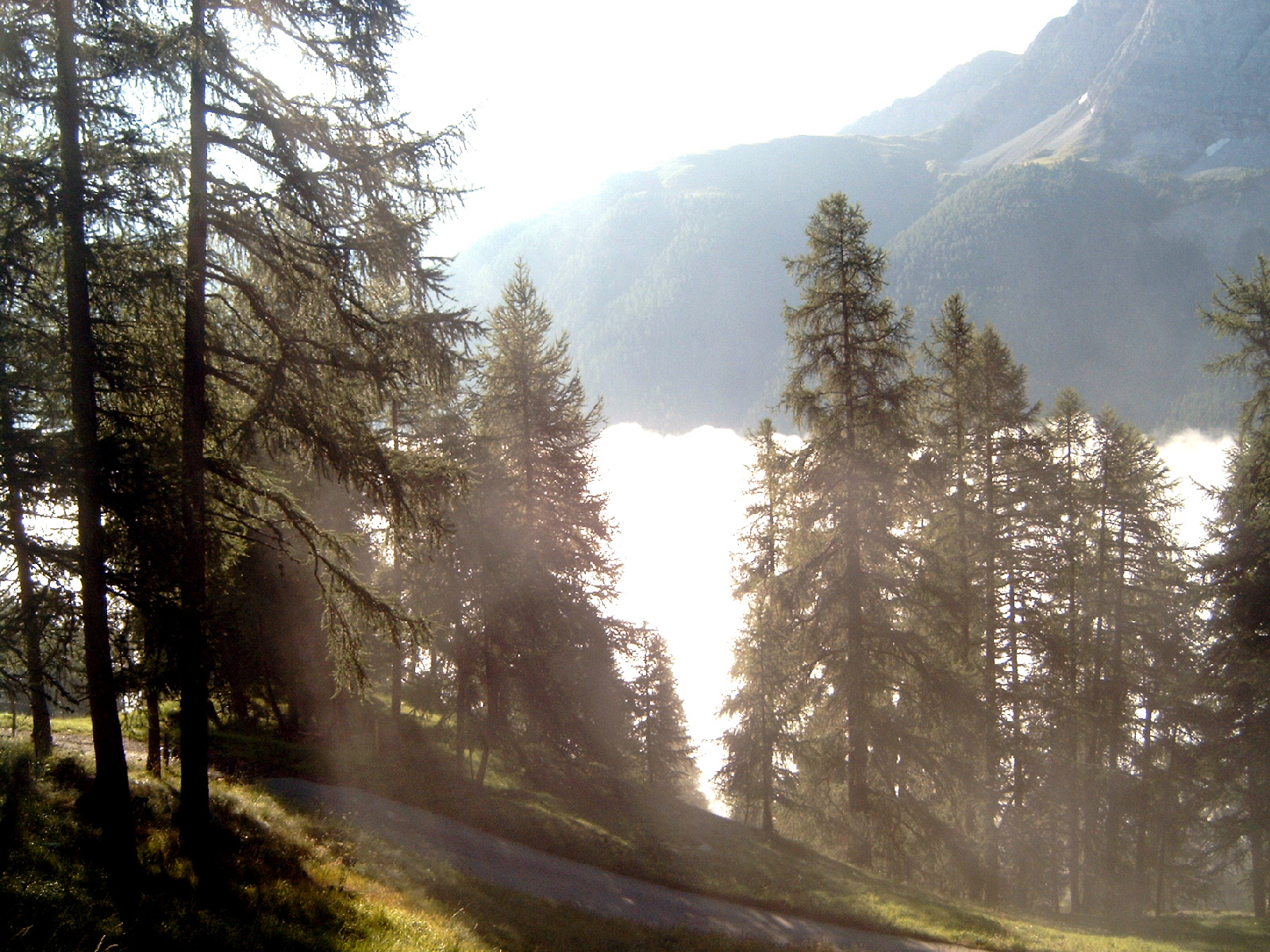
Lariceta pura in Engadina, Svizzera

Gli oli essenziali e la laricina, sono validi nella cura dei catarri bronchiali e vescicali. Svolgono azione antisettica, usati come sciroppo, nelle affezioni delle vie respiratorie e urinarie. Per uso esterno, sono valide le inalazioni, assieme a timo ed eucalipto. In soluzione aiuta a cicatrizzare le piaghe cutanee. Nel durame (cuore del legno) è presente l'Arabinogalactan, un polisaccaride che offre innumerevoli benefici come prebiotico e modulatore del sistema immunitario. Studi recenti ne mettono in luce il potenziale nel trattamento delle malattie croniche, incluso il cancro. Ricco di fibre può essere usato come integratore alimentare per ripristinare la flora batterica dell'intestino.
Nei fiori di Bach, è usato, l'estratto, per recuperare la stima di sé stessi, sconforto, aspettativa di insuccesso. La parte interna della corteccia è astringente, balsamica, diuretica, espettorante, stimolante e vulneraria. Il suo uso principale è come espettorante nelle bronchiti croniche e, per uso interno, nel trattamento di cistiti ed emorragie. Un estratto a freddo della corteccia può venire usato come lassativo oppure, applicato sulla pelle, nel trattamento di eczemi cronici e della psoriasi. Dalla resina si ottiene la turpetina, una sostanza che ha potere antisettico, balsamico, diuretico, emostatico e vermifugo. È un valido rimedio nel trattamento del rene e della vescica, nelle affezioni reumatiche e nelle affezioni respiratorie.
Dalla corteccia di larice si estrae la famosa trementina di Venezia, solitamente ottenuta dalla base di esemplari che hanno raggiunto la maturità, con fori e buchi in direzione obliqua verso il centro dell'albero (oppure vengono eseguiti dei tagli nel tronco). In questi buchi o fori sono posti speciali canaletti che fanno scorrere la trementina in appositi recipienti sotto l'albero. La resina liquida ottenuta viene filtrata attraverso un setaccio per la pulizia dei corpi estranei e poi raffinata. Si dice che un larice, da quaranta a cinquanta anni, può dare ogni anno una media di circa otto chili di trementina, ma il suo legno non avrà più le caratteristiche adatte al commercio. La raccolta della resina va da maggio fino a settembre.
La trementina di larice è di solito abbastanza liquida, chiara, trasparente, rossastra, il sapore è caldo, sapido e leggermente amaro. Questa resina è meno consistente di quella dell'abete rosso. È completamente solubile in alcool, mentre gli abeti contengono una resina insolubile in questo liquido. Dalla distillazione si ottengono delle sostanze, che miscelate con derivati del petrolio, formano ottime vernici. La trementina, miscelata con un terzo del suo peso, con soda caustica, si indurisce e si purifica velocemente.
Con il nome Trementina di Venezia, viene comunemente indicata la resina dei larici comuni e, vista la commercializzazione da parte della Serenissima (resina proveniente dalle foreste dell'attuale Provincia di Belluno) di questo prodotto, ne ha assunto il nome. Questa resina ha avuto molti usi nelle arti. In medicina, è stata utilizzata come stimolante ed è entrata nella composizione dei vari unguenti, cerotti e altri prodotti farmaceutici. Altre sostanze ricavabili dal tronco dei larici comuni sono zucchero, gomma e resina normale. Una vecchia diceria afferma che i grappoli di resina ossidata (diventata grigia) presente su certi punti del larice avesse proprietà purgative. La corteccia di larice (raccolta da maggio a settembre), opportunamente seccata ed indurita, veniva usata in epoca antica per la concia delle pelli e per ottenere una tintura nera. 
La trementina si può ottenere mediante distillazione a vapore e depurazione.
La trementina è costituita principalmente da monoterpeni due-pinene e 3-carene. Anche il Coniferin, i glicoside principali delle piante di conifere, possono essere ottenuti anche dal larice comune. Nel metabolismo di questa conifera l'alcol coniferyl viene utilizzato per la biosintesi di lignina e fitoalessine.

## Apistica
Le foglie, in estate, trasudano una sostanza simile alla manna, vero bottino per le api, che ne traggono miele prelibato. 

## Altri usi

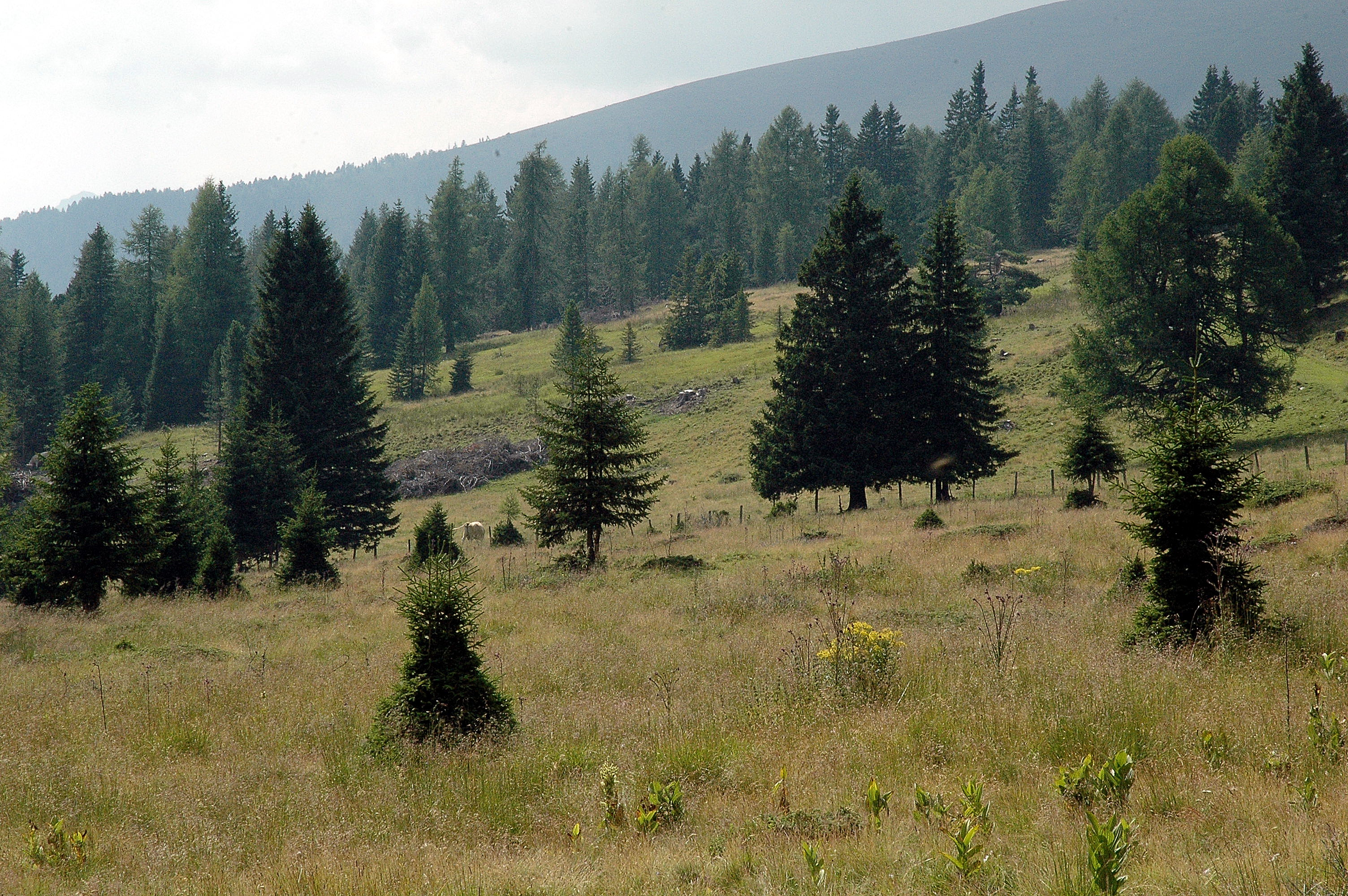
Lariceto misto a pecceto in Austria

- Il suo legno è molto resistente, agli agenti atmosferici, e pregiato, se ne fanno mobili, e intelaiature navali, in passato, pali telegrafici, per la robustezza che assume a contatto con l'acqua.
- La solidità e la durevolezza del legno di questa pianta sono noti dalle epoche più remote, non a caso i romani lo usavano per costruire le loro barche. Il bel colore rosso e la sua resistenza ne fanno un legno molto apprezzato per i lavori di falegnameria, in particolare relativi alle strutture esterne delle case.
- La parte interna della corteccia è commestibile sia cruda, sia seccata e polverizzata: mescolata con altri cereali, può essere usata per fare il pane.
- In Engadina gli estesi boschi di larice sono il risultato di una selezione intenzionale e per interesse turistico. Nelle case in alta quota esso funge da secoli da copertura duratura, da brunorossodorata a nerobruna bruciata la parte al sole, grigioargento degradata quella all'ombra.
- Vi è differenza di caratteristiche tra il legno di larice di alta quota, con anelli sottili e quello con anelli ampi, cresciuto a quote più basse e meno durevole.
- Il larice giapponese è spesso confuso con il larice europeo, ma differisce significativamente per via del colore degli aghi in autunno: mentre in quello europeo sono gialli in quello giapponese sono rossi ed hanno coni arrotondati e più ampi, a portamento espanso.
- Ai piedi del larice comune possono spuntare spesso funghi micorrizici molto ricercati da micologi e fungaioli ad eccezione del porcino (Boletus edulis) che è simbionte di altre specie di piante come l'abete rosso (Picea abies).

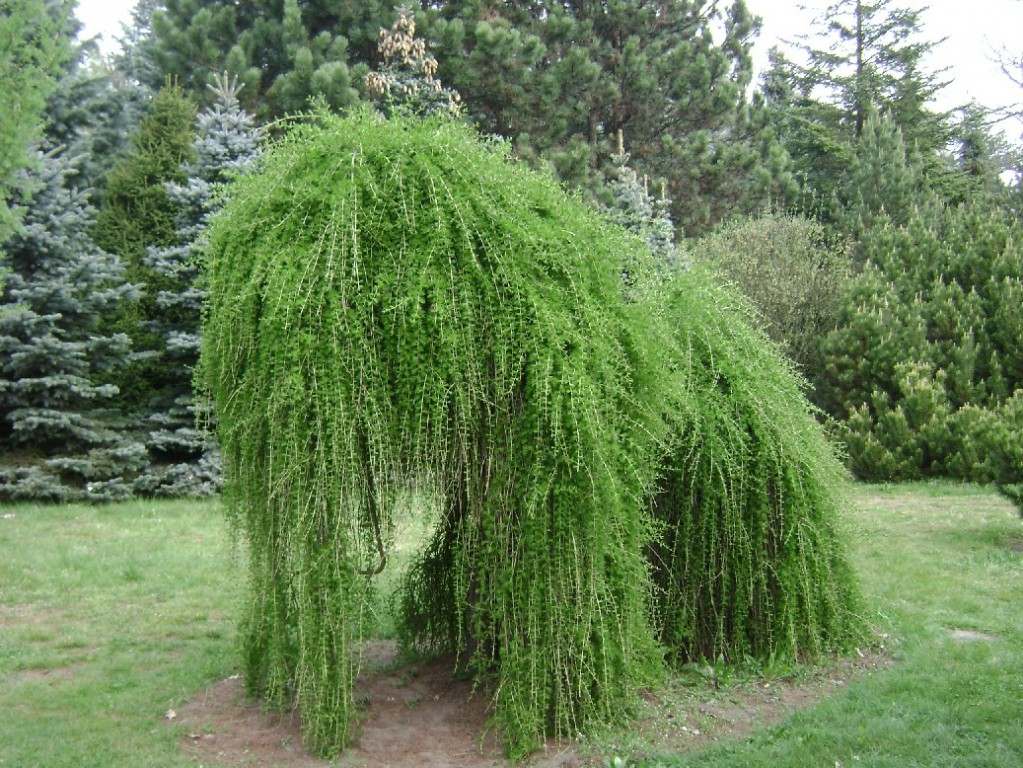
Cultivar Little Boggle

- La cultivar Little Boggle è usata come piccolo albero ornamentale nei giardini o come un bonsai.

## Filatelia e numismatica
Immagini di Larix decidua var. Polonica appaiono sulle monete commemorative dell'Ucraina con un valore di 2 e 10 Grivnie ucraine. Sembra anche, in maniera stilizzata, su un francobollo tedesco del 1979 con un valore di 40(+ 20) Franchi tedeschi.

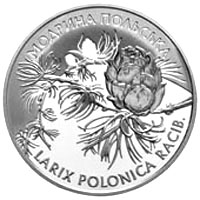
Immagine in moneta ucraina.

## Tradizioni popolari
- Questo albero occupa una posizione importante nel folklore europeo nel quale è tradizionalmente considerato una difesa contro gli incantesimi e gli spiriti maligni. Un collare di corteccia di larice veniva talvolta indossato dai bambini, come protezione dallo sguardo del demonio.

- La leggenda della non combustibilità del legno di larice comune si trova per la prima volta negli scritti del costruttore romano Vitruvio, il quale conosceva questa pianta solo per sentito dire. Ciò nonostante essa si mantenne sino al Medioevo.

- In varie parti della Germania il 30 aprile viene appesa una Hexenrüttel di larice su porte e finestre, per tenere lontane le streghe.

- I romani conoscevano, fin dai tempi dell'imperatore Augusto, la parola "LARIX" come forma linguistica tipica della popolazione gallica delle Alpi. La parola in francese e romancio si pronuncia Larz.